# 鼓山區
22°38′59″N 120°16′07″E / 22.6495866°N 120.2685799°E

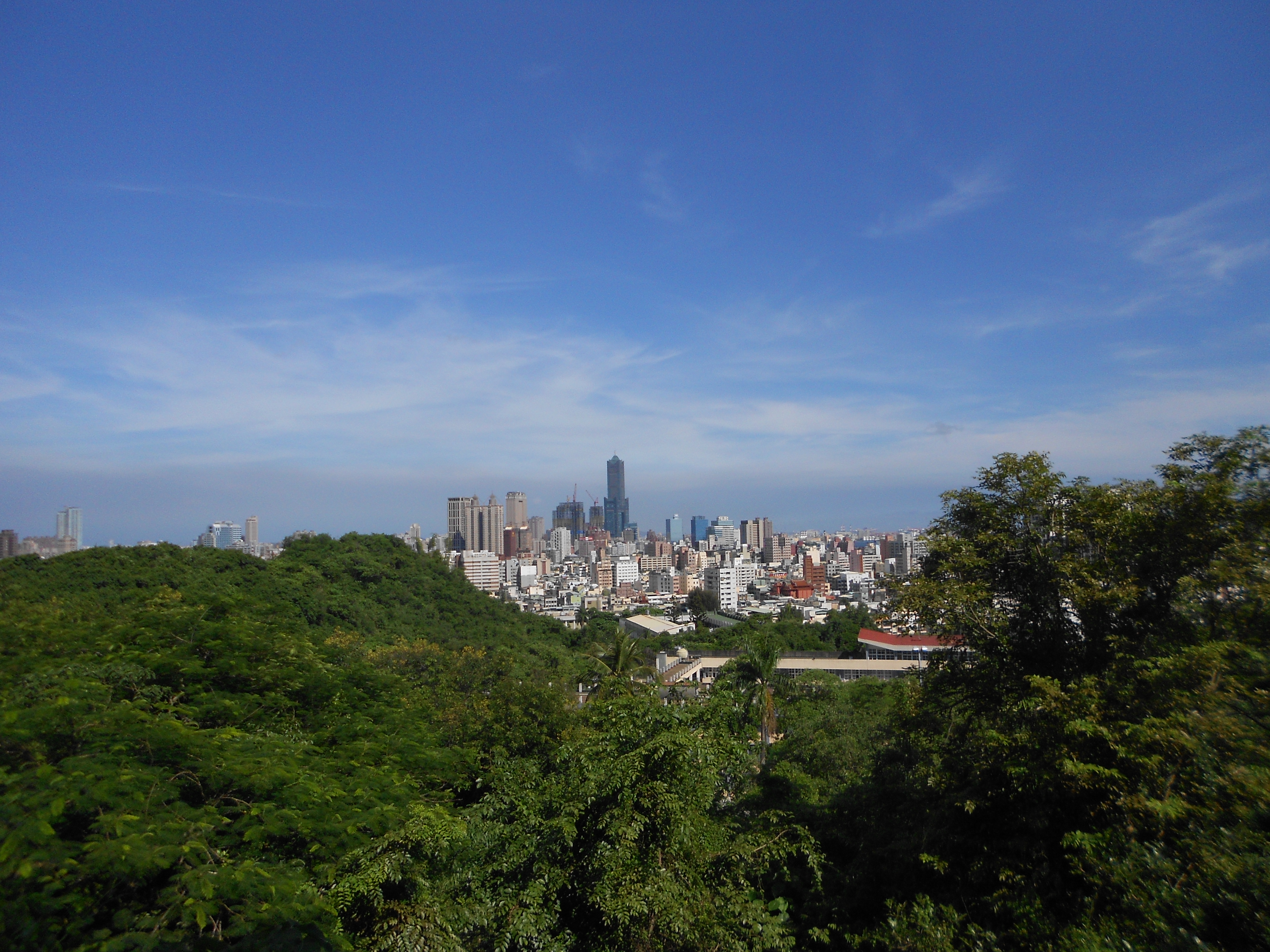
從壽山眺望市區

鼓山區位於臺灣高雄市西南部，高雄市區的西北部，為臺灣高等法院高雄分院所在地。北臨左營區，東以愛河為界鄰三民區，東南連鹽埕區，並隔愛河出海口與苓雅區相望，西濱臺灣海峽，南隔高雄港與旗津區、前鎮區相望。
地理位置山海相鄰，除西側壽山外，全區其餘地勢大致平坦，氣候屬熱帶季風氣候。產業以工商業為主，漁業也頗為興盛，觀光資源亦相當豐富，區內的西子灣及壽山均為頗負盛名的觀光勝地。著名的高雄農16特區及美術館特區亦位於其境內，為較新興發展的市區地帶。

## 歷史
高雄古地名為打狗，因此地是馬卡道族打狗社所在地，位置大約在目前壽山一帶，壽山舊名「打狗山」或「打鼓山」。「打狗」於明嘉靖年間即出現在中國文獻中，明清時代的方志、宦遊之作，多有提到，但名稱不同，另有「打狗山」、「打狗仔港」、「打鼓山」、「打鼓」等名稱。「打狗」、「打鼓」發音相近。明鄭至清末，打狗庄一直隸屬於鳳山縣興隆里，範圍大約是現在的鼓山區。
另有一傳說，「打鼓山」地名起因於早期因港口有巨石，水急船行危險，行船出入常打鼓以求神助，故稱之為「打鼓山」。此說應為望文生義之說。
清治時期，此地屬鳳山縣管轄。日治初期曾先後隸屬於鳳山支廳、打狗支廳；1920年臺灣地方改制，分屬高雄州高雄郡高雄街、左營管轄；在1944年時共設有田町、壽町、山下町、湊町、新濱町、哨船町等六町和大字內惟。戰後合併前述七地區和左營庄的大字前峰尾，設置高雄市鼓山區至今。

## 人口
根據高雄市政府民政局統計，2024年底鼓山區戶數約6.3萬戶，人口約14.1萬人，區內人口最多與最少的里分別是龍水與桃源里，2024年底兩里人口分別為35,127人與533人，其中龍水里也是全臺灣人口第二大村里，其他區內人口較多的里包括龍子里及明誠里，此兩里與龍水里的人口數，約佔全區人口數的54%。2024年底時，鼓山區人口中0到14歲人口佔14.06%，15到64歲人口佔67.08%，65歲以上人口則佔18.86%，在高雄市區中雖然人口老化程度並非最低，但幼年人口比例為最高，除了龍水里、龍子里、明誠里及厚生里屬人口老化程度較低的里以外，其餘各里老年人口比例均在20%以上。

## 政治

### 歷任首長
| 區長姓名 | 區長任期                       | 備註 |
| -------- | ------------------------------ | ---- |
| 周鶴壽   | 1959年7月1日 - 1961年1月15日   |      |
| 林金枝   | 1963年1月15日 - 1966年1月15日  |      |
| 周耀璋   | 1966年1月15日 - 1969年1月15日  |      |
| 劉嘉男   | 1973年1月15日 - 1973年10月1日  |      |
| 王振成   | 1973年10月1日 - 1974年10月15日 |      |
| 謝酉山   | 1974年10月15日 - 1977年6月1日  |      |
| 李楚傑   | 1977年6月1日 - 1977年7月20日   |      |
| 陳坤章   | 1977年7月20日 - 1982年12月15日 |      |
| 蔡得雄   | 1982年12月15日 - 1985年1月1日  |      |
| 楊壬生   | 1985年1月1日 - 1987年2月9日    |      |
| 陳坤章   | 1987年2月9日 - 1988年2月9日    |      |
| 林振忠   | 1988年2月14日 - 1991年3月31日  |      |
| 陳文樟   | 1991年4月1日 - 1996年6月17日   |      |
| 黃清和   | 1996年6月17日 - 1998年7月12日  |      |
| 陳文成   | 1998年7月13日 - 2002年1月30日  |      |
| 洪招祥   | 2002年1月30日 - 2005年7月21日  |      |
| 嚴文彬   | 2005年7月21日 - 2006年3月7日   |      |
| 藍美珍   | 2006年3月7日 - 2009年4月12日   |      |
| 李幸娟   | 2009年4月13日 - 2012年3月28日  |      |
| 陳淑芳   | 2012年3月28日 - 2014年12月31日 |      |
| 袁德明   | 2015年1月1日 - 2016年2月22日   |      |
| 鄭明興   | 2016年2月22日 - 2019年3月11日  |      |
| 林福成   | 2019年3月11日 - 2022年1月16日  |      |
| 鄭明興   | 2022年4月11日 - 現任           |      |

### 區政組織
鼓山區公所是高雄市政府在鼓山區的派出機關，在中華民國政府架構中為市政府綜理區政的執行機關，上級業務監督機關為高雄市政府。区长由市長任命，其任期為無任期保障。在區長及主任秘書之下，設有4課4室等8個內部單位。

### 行政區劃
| 鼓山區行政區劃 |
|                |

鼓山區共分為38里，全區由四個聚落組成。

- 哈瑪星聚落：壽山里、延平里、哨船頭里、惠安里、維生里、麗興里、峰南里、登山里、桃源里、新民里
- 巖仔聚落：河邊里、光化里、興宗里、寶樹里、樹德里、山下里、鼓岩里、綠川里
- 內惟聚落：正德里、自強里、建國里、鼓峰里、龍井里、內惟里、民族里、忠正里、前峰里、雄峰里、厚生里、光榮里、平和里、民強里
- 凹仔底聚落：龍子里、龍水、明誠里、華豐里、裕興里、裕豐里

## 宗教禮拜場所

### 道教和臺灣民間信仰
- 哈瑪星代天宮：是哈瑪星社區居民信仰中心，廟前的廣場也是居民活動聚集的地方。
- 哈瑪星文龍宮
- 哈瑪星清雲宮
- 哨船頭開臺福德宮：主祀福德正神，位於安海街32巷35號，相傳是台灣最早土地公廟。
- 哨船頭觀三堂
- 西子灣靈興殿：主祀玄天上帝，仍有供奉十八王公。
- 柴山山海宮：主祀朱府千歲，位於桃源里柴山93號，是高雄市知名的旅遊景點。
- 高雄大義宮：香火自澎湖竹灣大義宮，是當地旅高澎湖鄉親的信仰中心。
- 高馬北極殿
- 高雄天軍殿
- 高雄三保宮：主祀蘇府王爺鹿港，香火自鹿港奉天宮，是鹿港移民的信仰中心。[7]
- 鼓山地嶽殿：主祀東嶽仁聖大帝，坐落於鼓山區河川市場內，成立高雄最早的八家將團。
- 鼓山城隍廟
- 鼓山珠靈殿
- 鼓山慈濟宮
- 鼓山慈仁宮
- 鼓山寶華堂：日治時期高雄市的齋教信仰中心。[8]
- 內惟鎮安宮：主祀池府千歲，創建於1789年，是內惟地區重要的信仰中心。
- 內惟青雲宮：主祀保生大帝，位於建榮路157巷24號。
- 內惟龍目井龍泉宮：主祀天上聖母，創建於1784年，是當地社區居民的信仰中心。
- 內惟赤龍宮：主祀清水祖師，位於內惟路379巷6號。
- 內惟啟安堂：主祀關聖帝君，創建於1870年，是當地民眾的信仰中心之一。
- 內惟黃正公祠
- 龍水化龍宮：主祀中壇元帥，位於河西一路1357號，又稱為全臺龍水港開基太子爺廟。
- 凹仔底德安宮：主祀天上聖母，位於中華一路2133巷45之1號。

### 佛教
- 打鼓岩元亨寺：鼓山區的一間佛教古剎，座落於壽山山麓，於清乾隆八年（1743年）創建。
- 萬壽山龍泉寺：龍井里的一間佛教古剎，於清乾隆九年（1744年）所創建。
- 萬壽山千光寺：創建於1965年，位於高雄壽山公園內。
- 萬壽山法興寺：創建於1967年，附設的壽山內學書院，數十年來不拘形式的推展佛教教育。
- 鼓山彌陀院：建于民國46年，位於翠華路353巷52號，在鬧區之中的修行道場。
- 高崇山福亨寺 （页面存档备份，存于）
- 高雄中道禪林：位於美術館路261號2樓

### 基督宗教
| 宗派                             | 教會（禮拜堂 / 聖堂） |
| -------------------------------- | --- |
| 天主教                           | 鼓山德露聖母堂、萬福中華聖母堂 |
| 歸正宗長老會（臺灣基督長老教會） | 鼓山教會、鼓巖教會、內惟教會、博愛教會、九如教會、喜樂島教會 |
| 浸禮宗（浸信會）                 | 財團法人中華基督教明誠浸信會 |
| 循道宗（衛理會）                 | 財團法人基督教中華循理會果貿教會 |
| 靈糧堂                           | 天泉611靈糧堂 |
| 其他                             | 財團法人台灣省基督教救恩會高雄壽山教會、財團法人基督教台灣福音會、基督教光美教會、基督教瑞豐教會、高雄慕恩教會、真耶穌教會十全教會、高雄天泉教會、基督教標竿教會 |

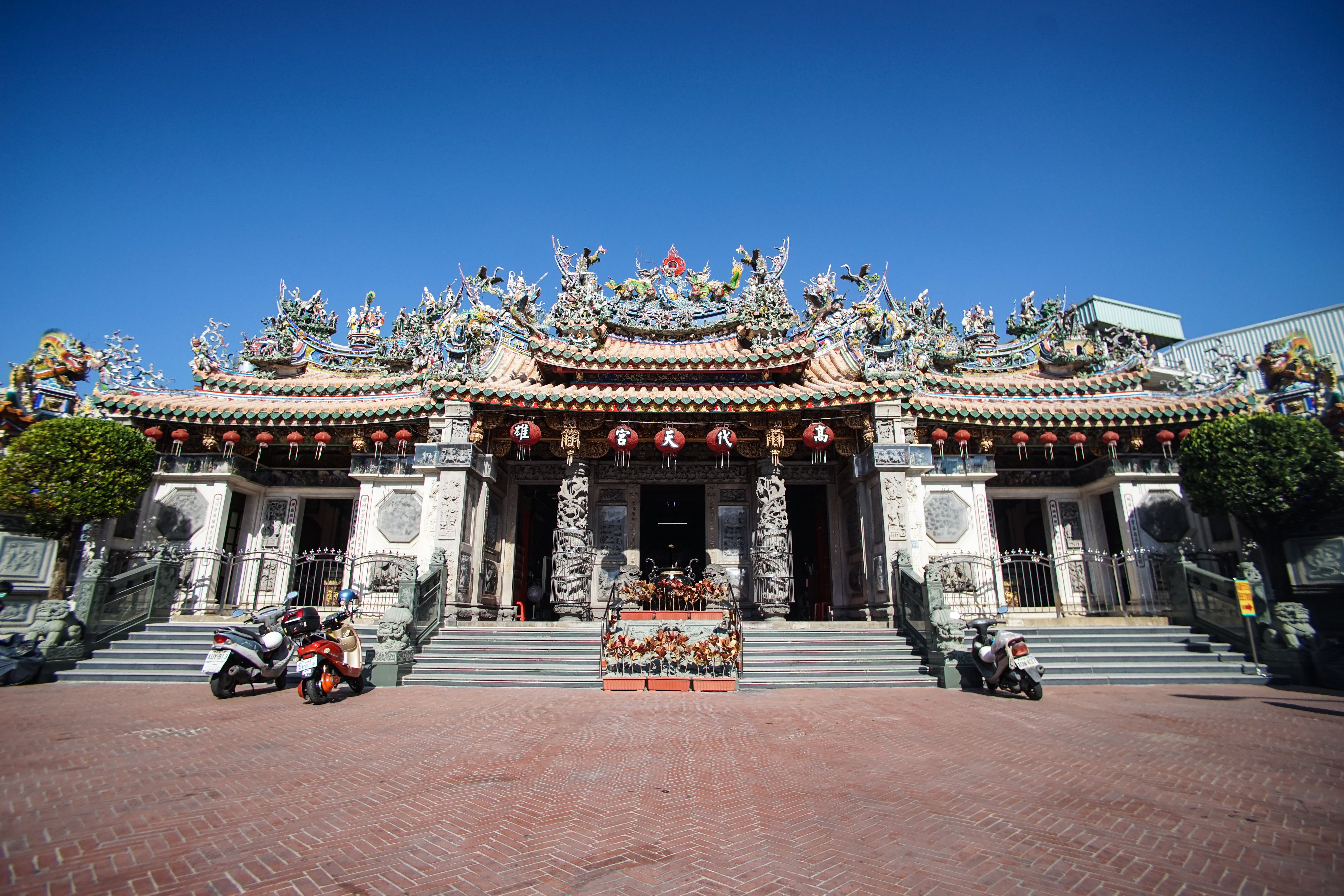
哈瑪星代天宮
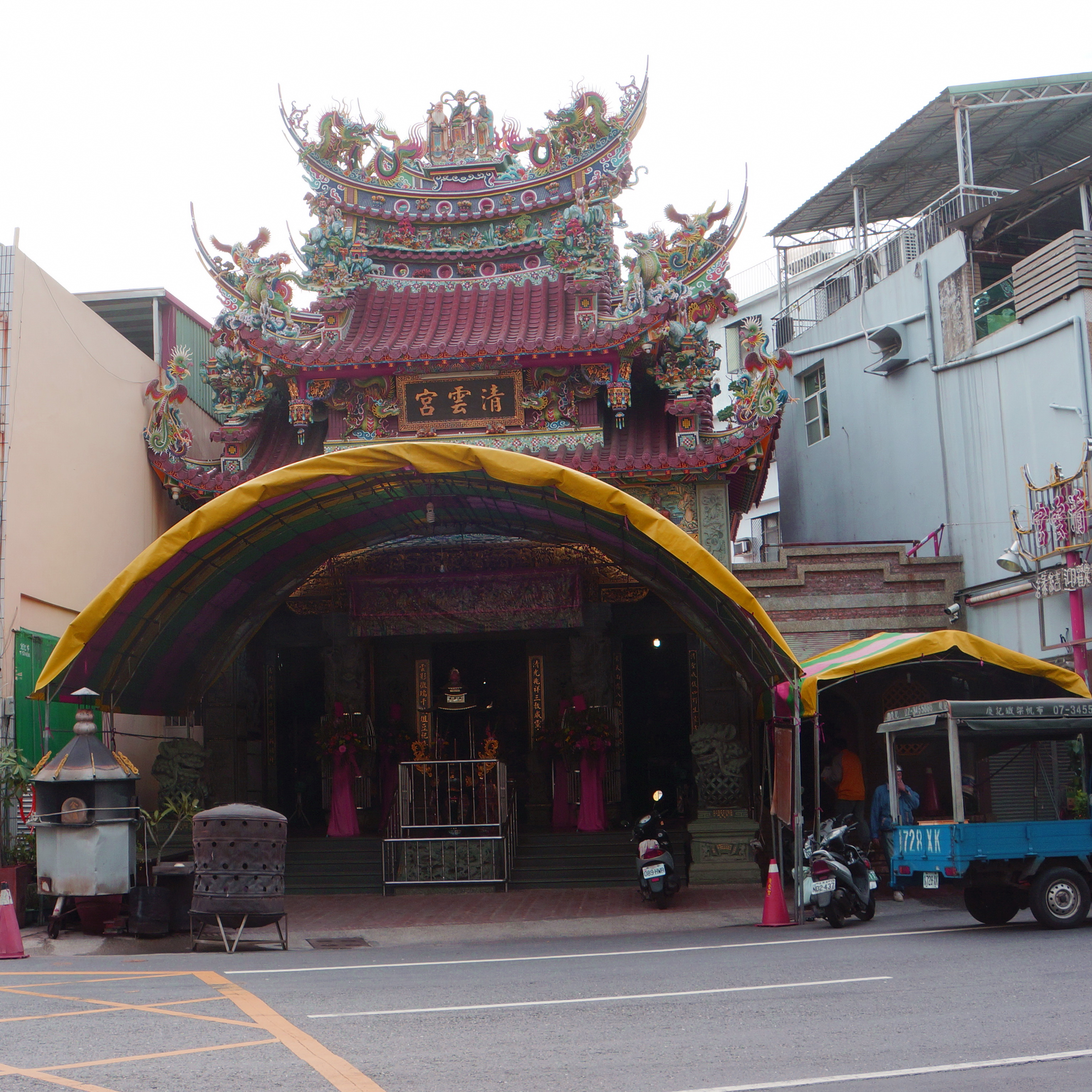
哈瑪星清雲宮
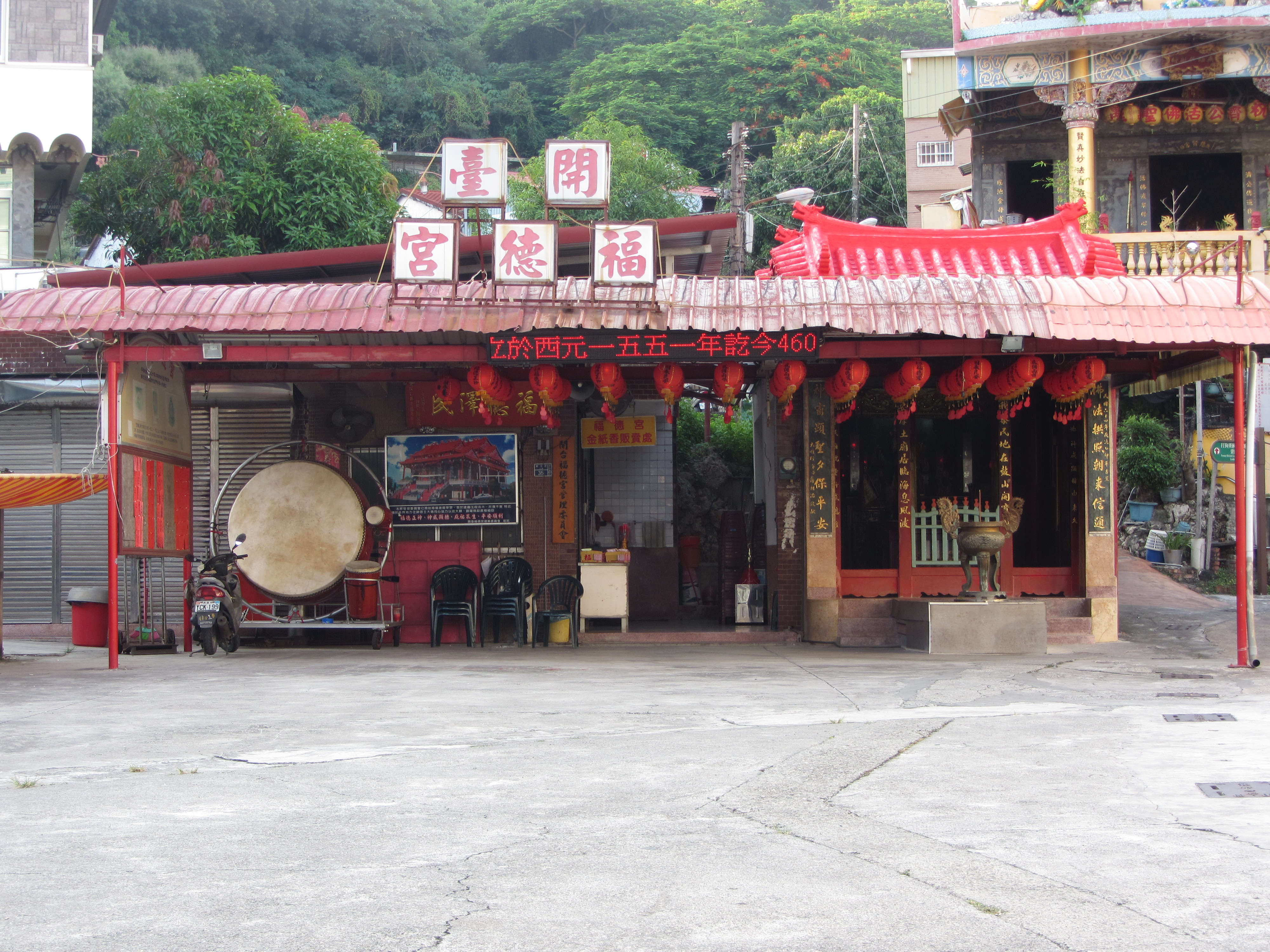
2013年的哨船頭開臺福德宮
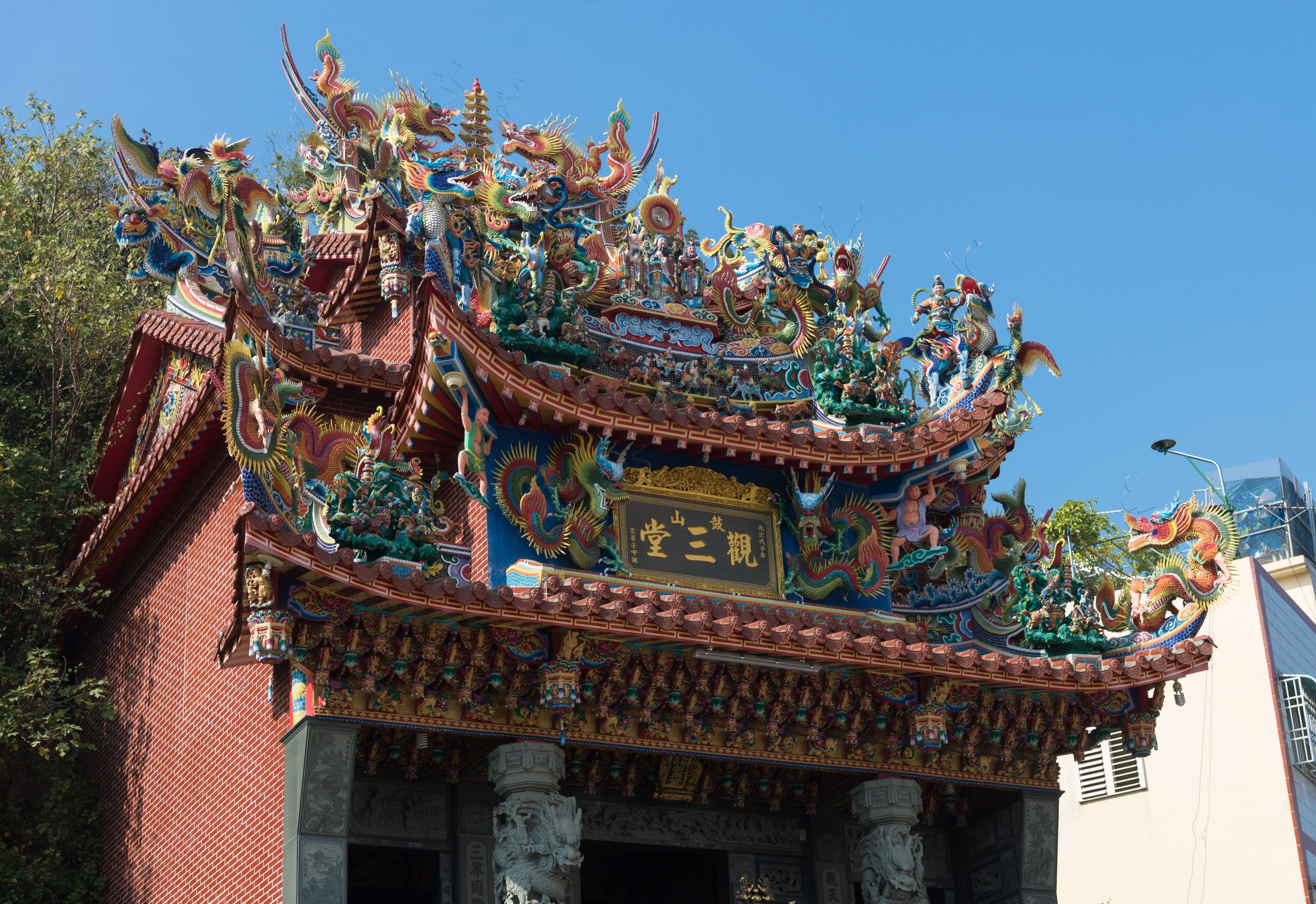
哨船頭觀三堂
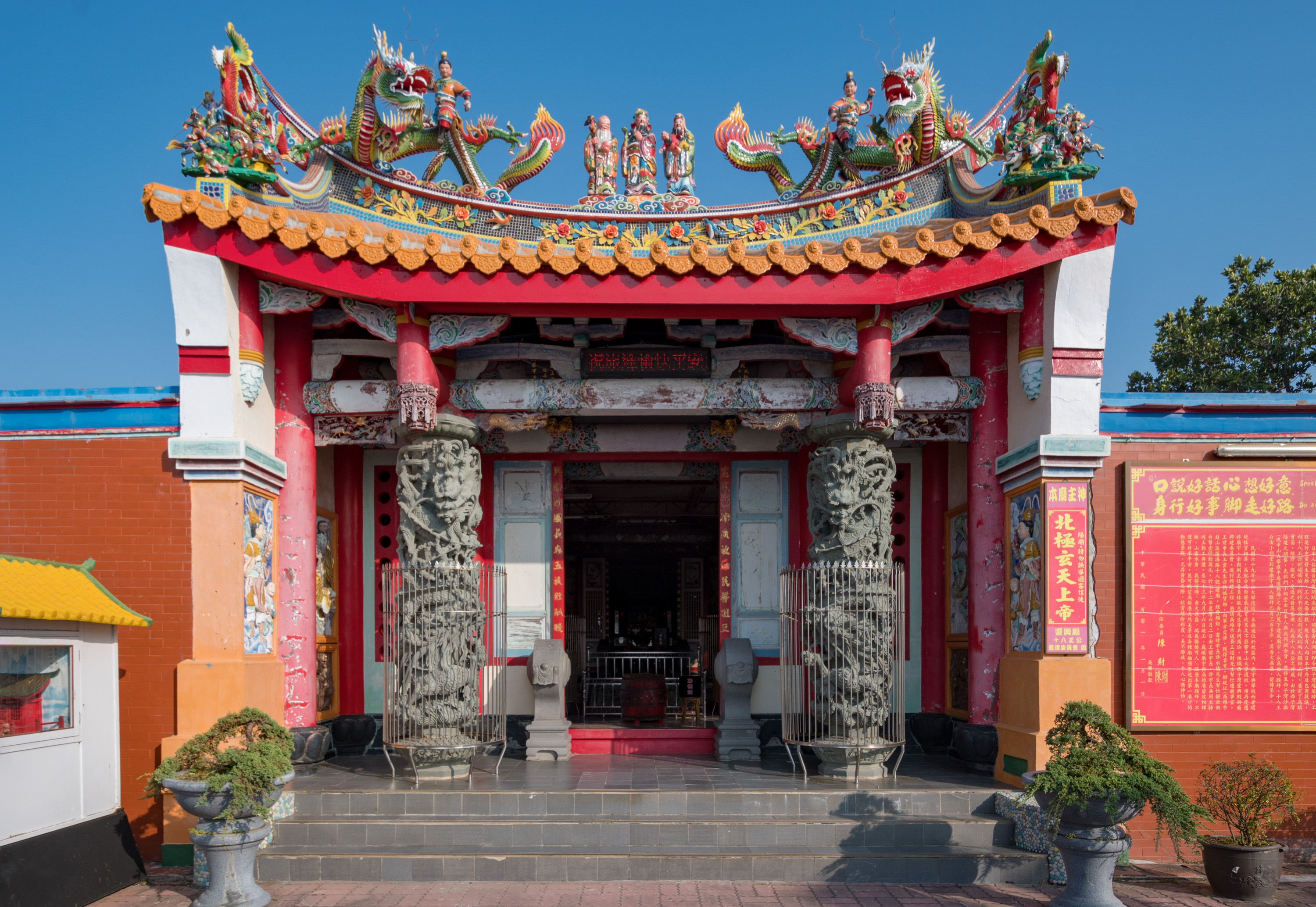
西子灣靈興殿
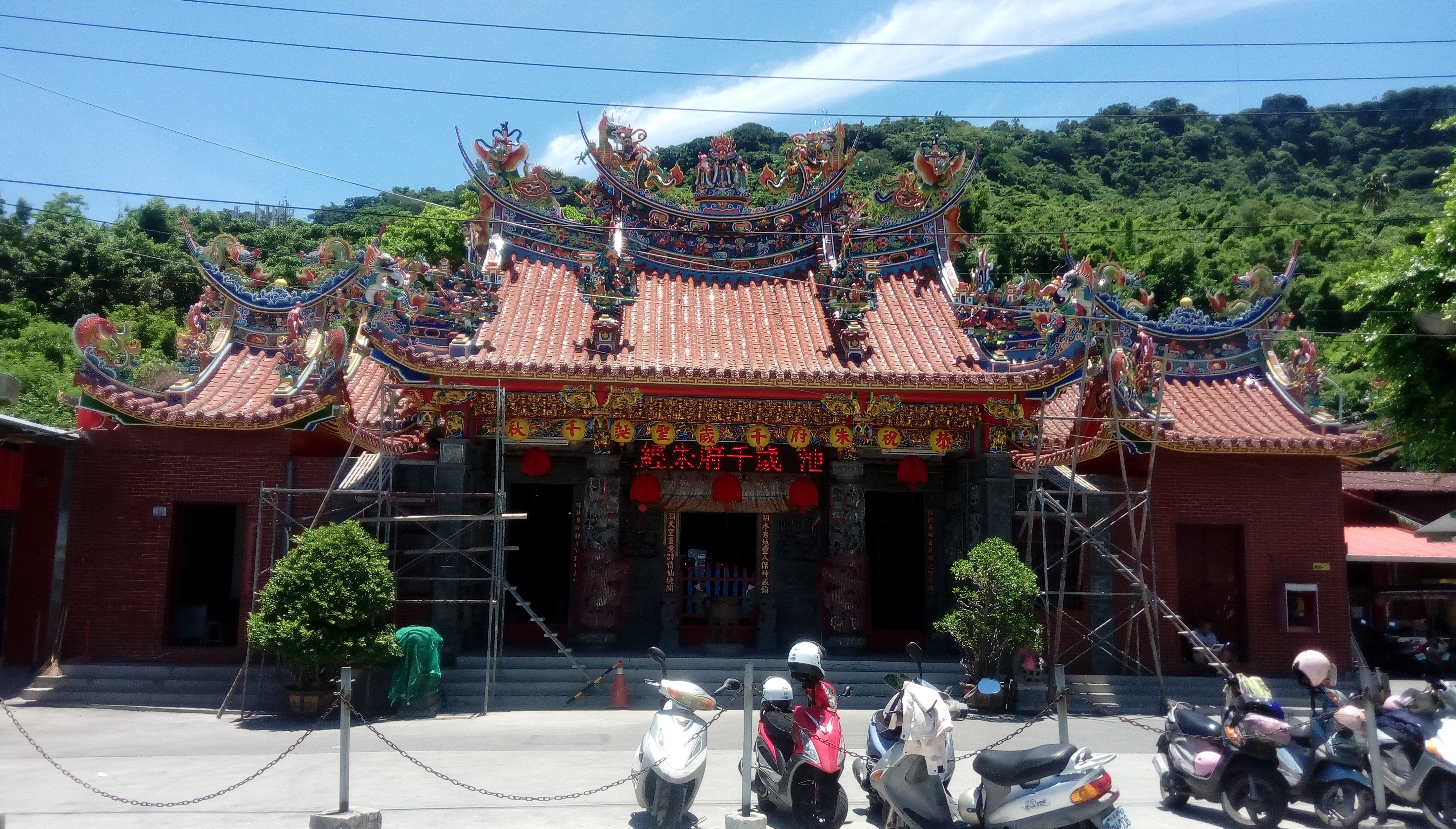
柴山山海宮
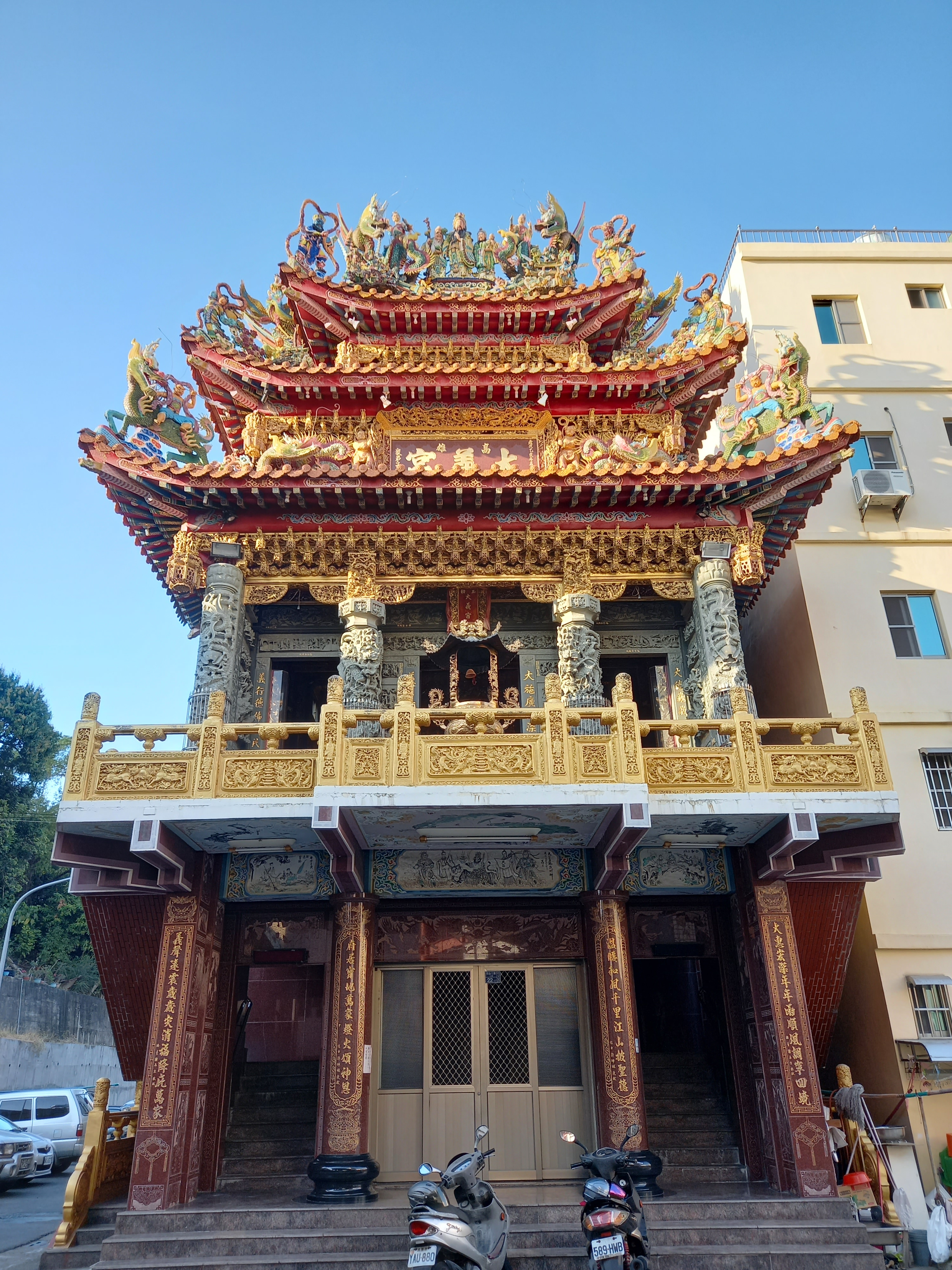
高雄大義宮
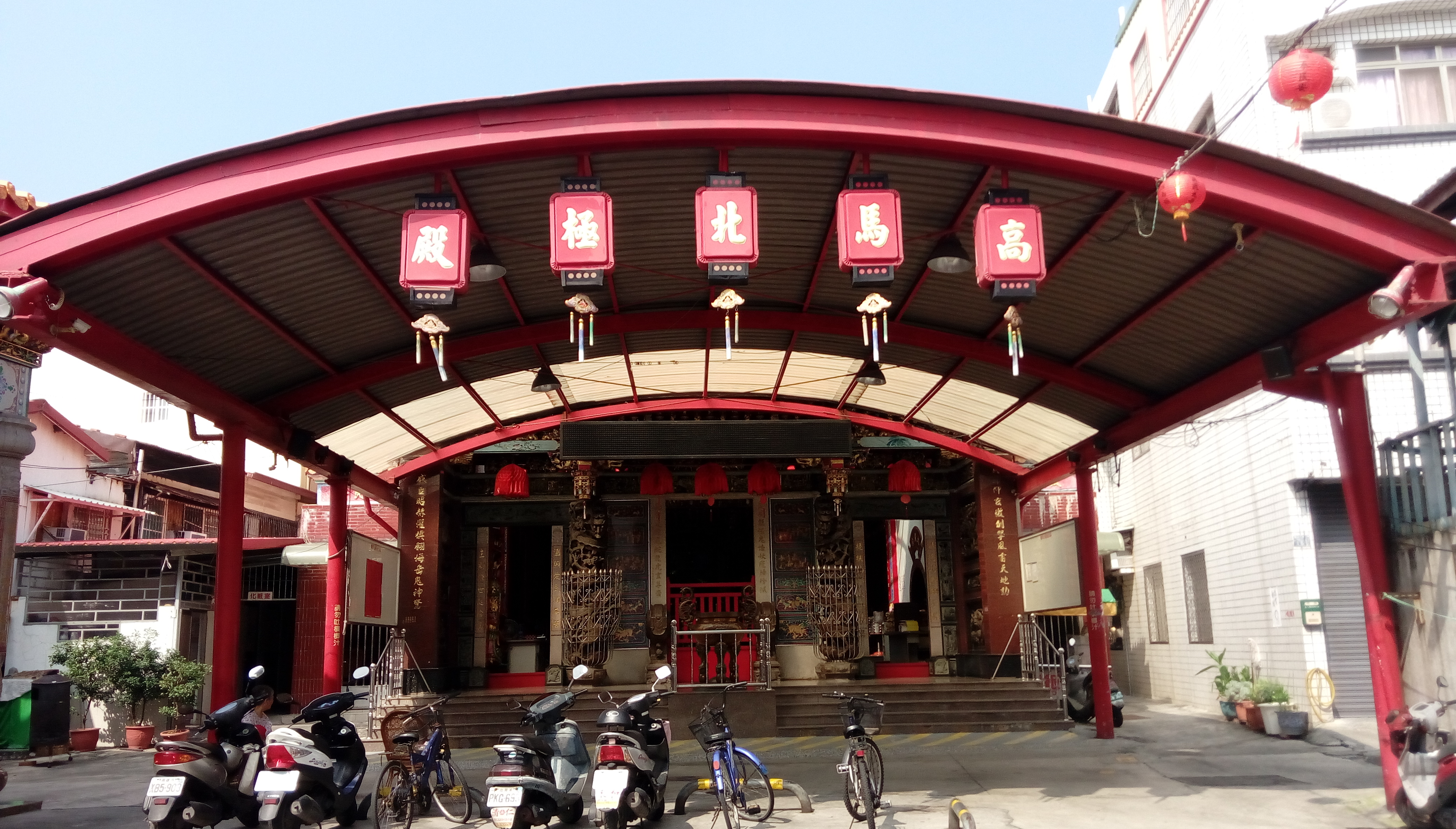
高馬北極殿
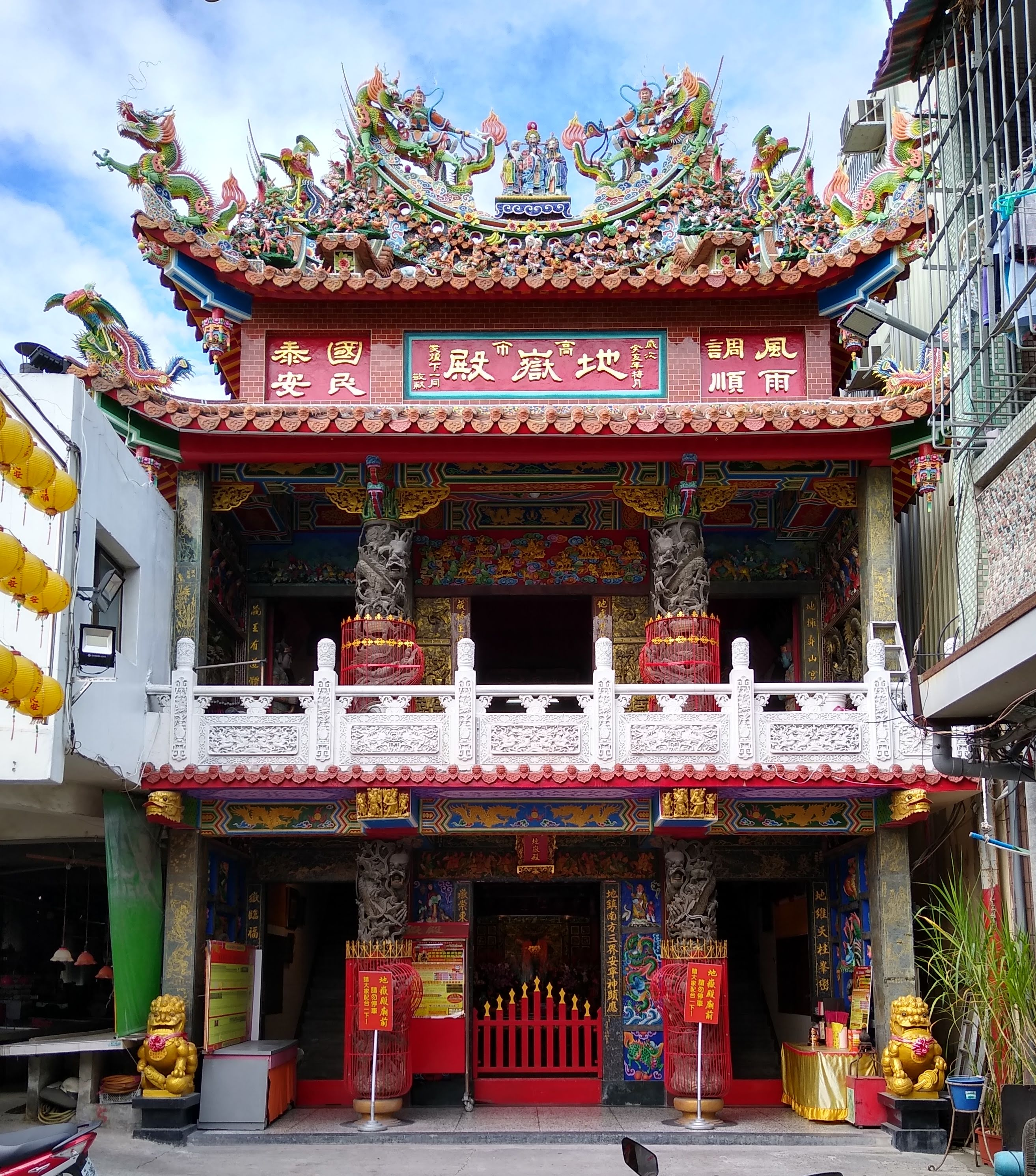
鼓山地嶽殿
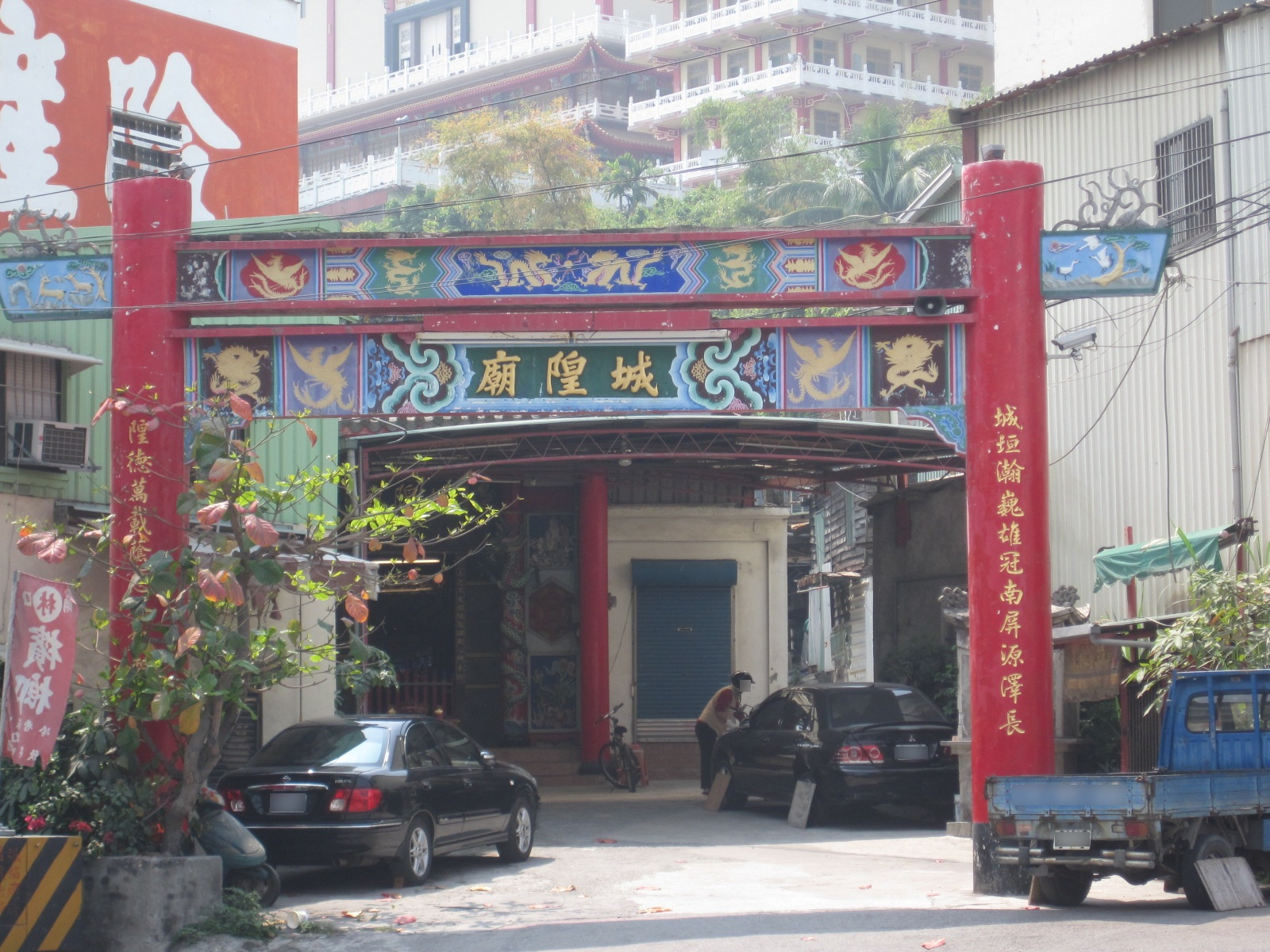
鼓山城隍廟
鼓山珠靈殿
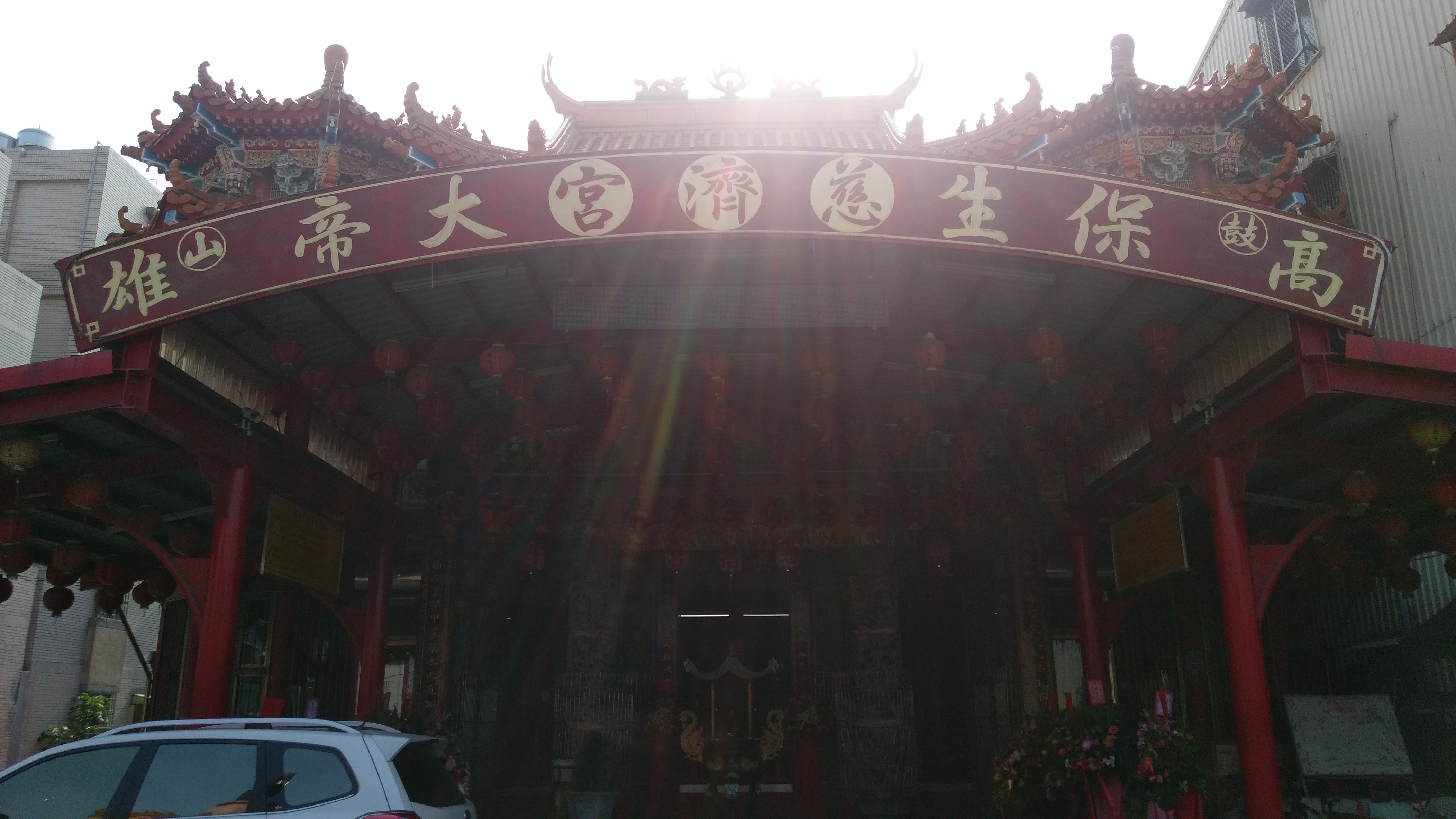
鼓山慈濟宮
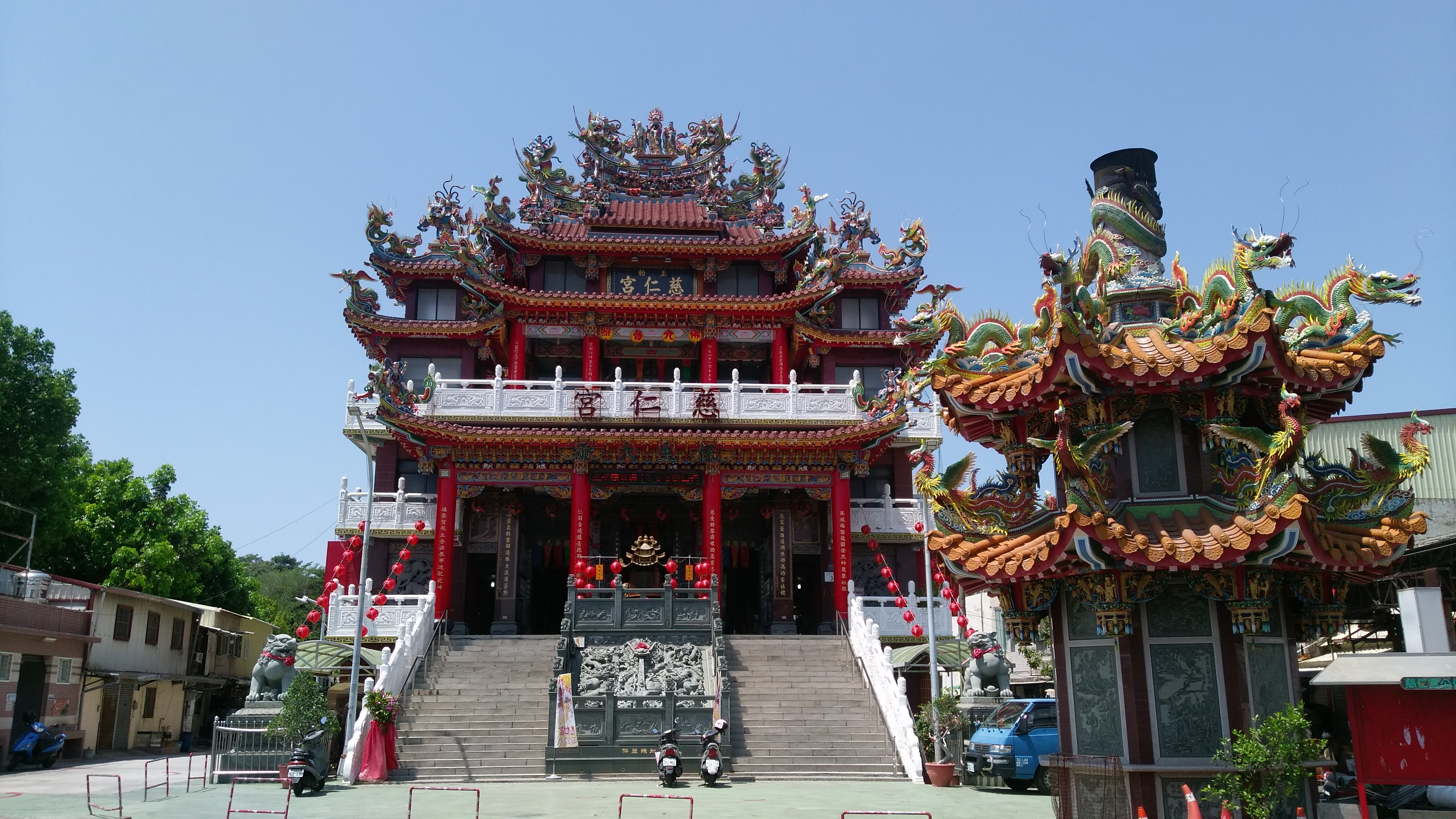
鼓山慈仁宮
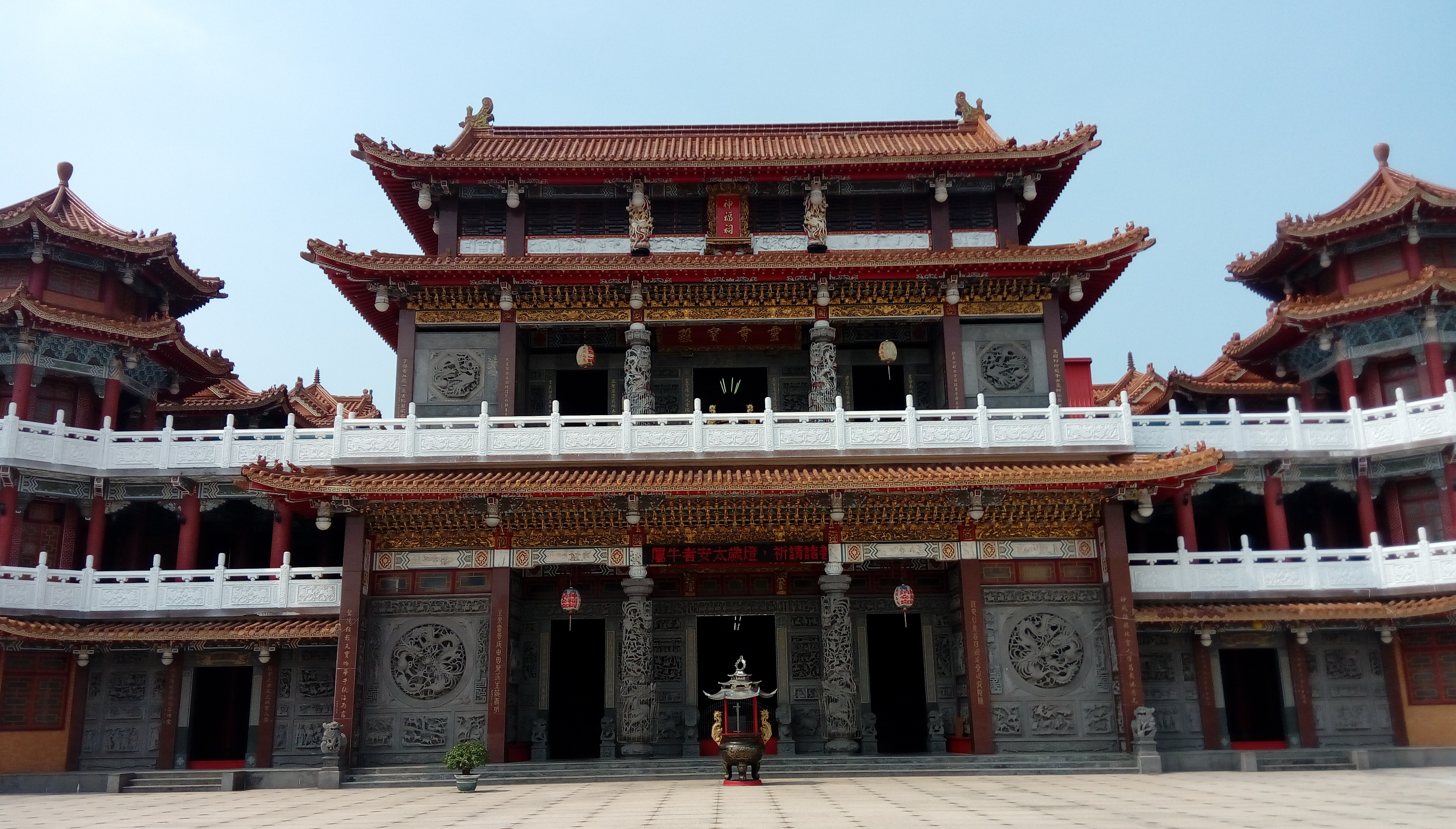
內惟鎮安宮
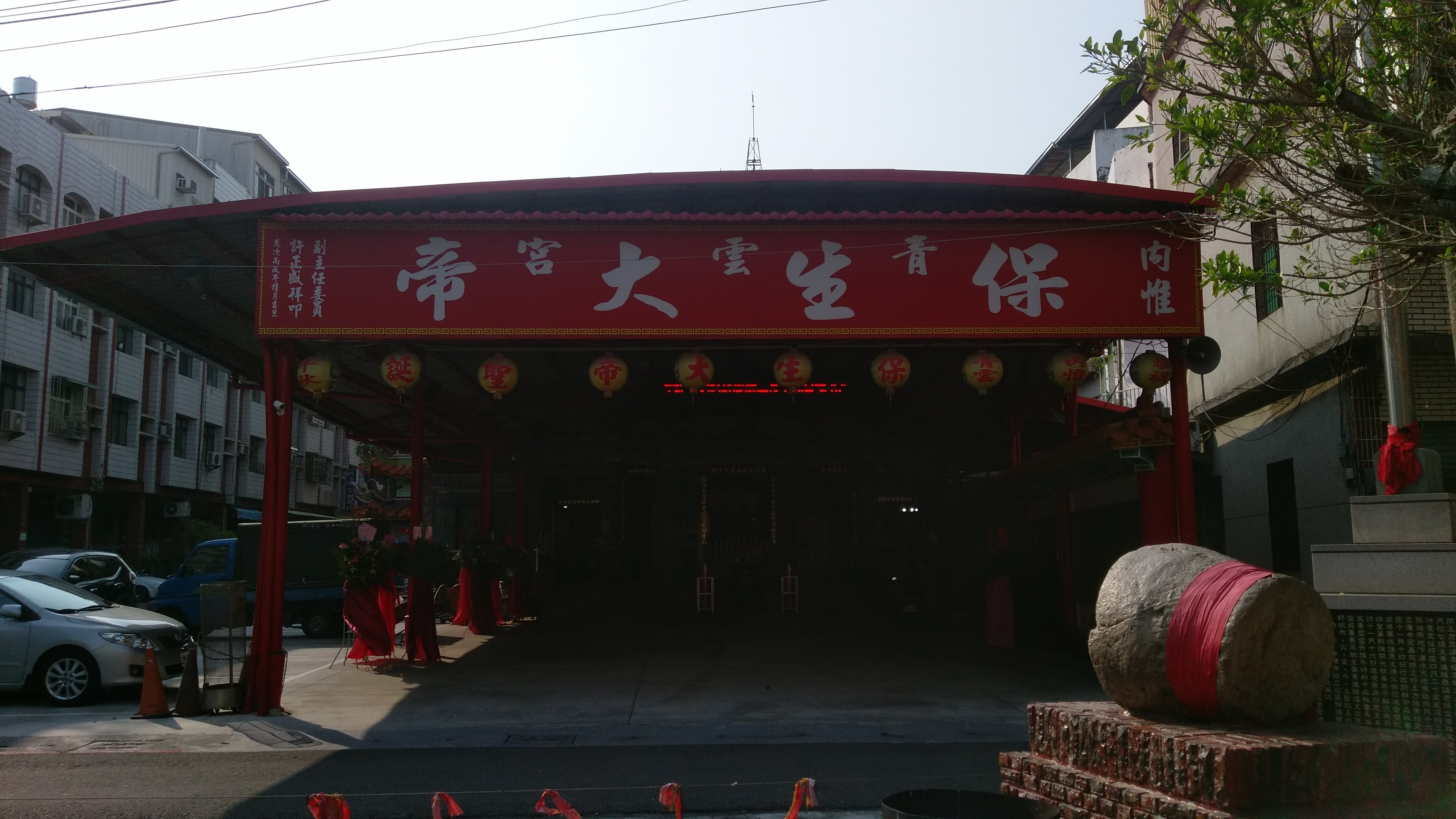
內惟青雲宮
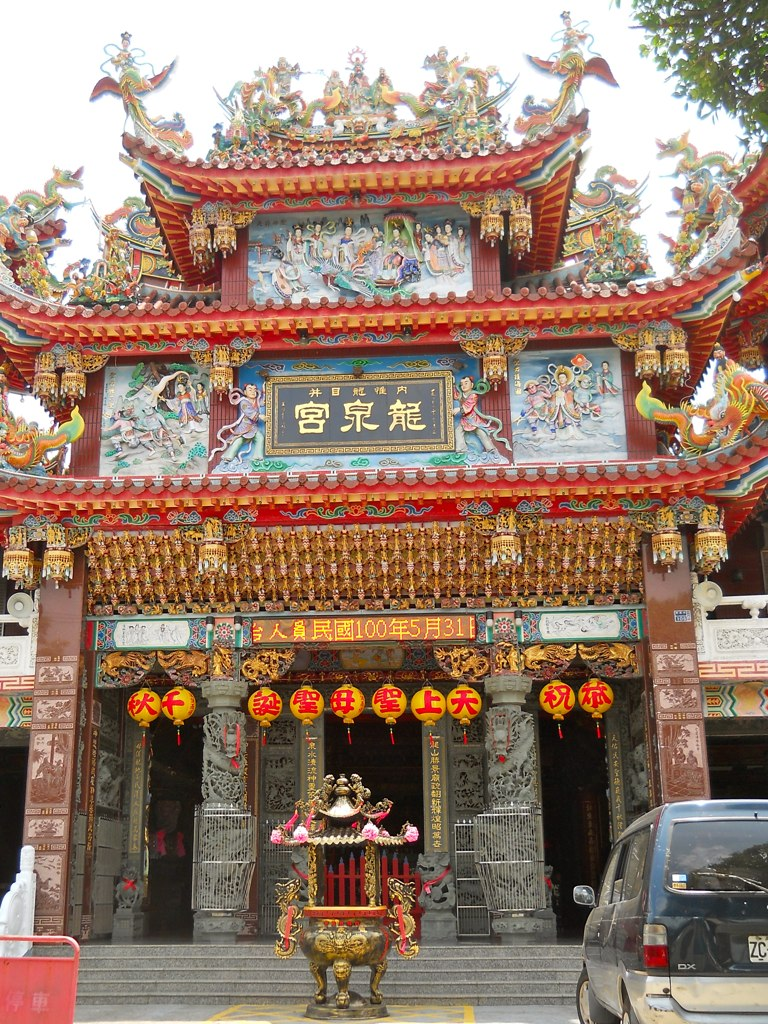
內惟龍目井龍泉宮
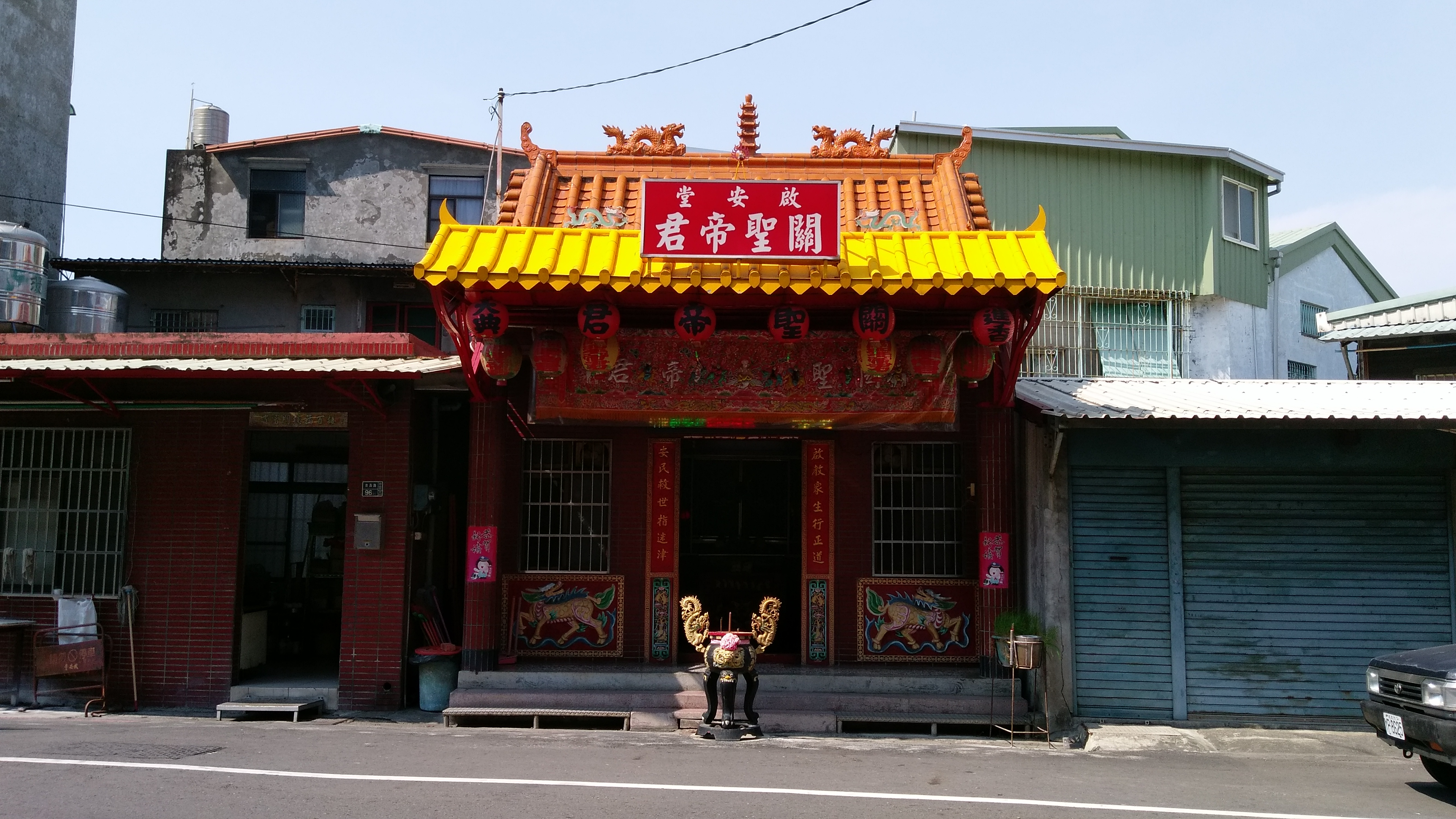
內惟啟安堂
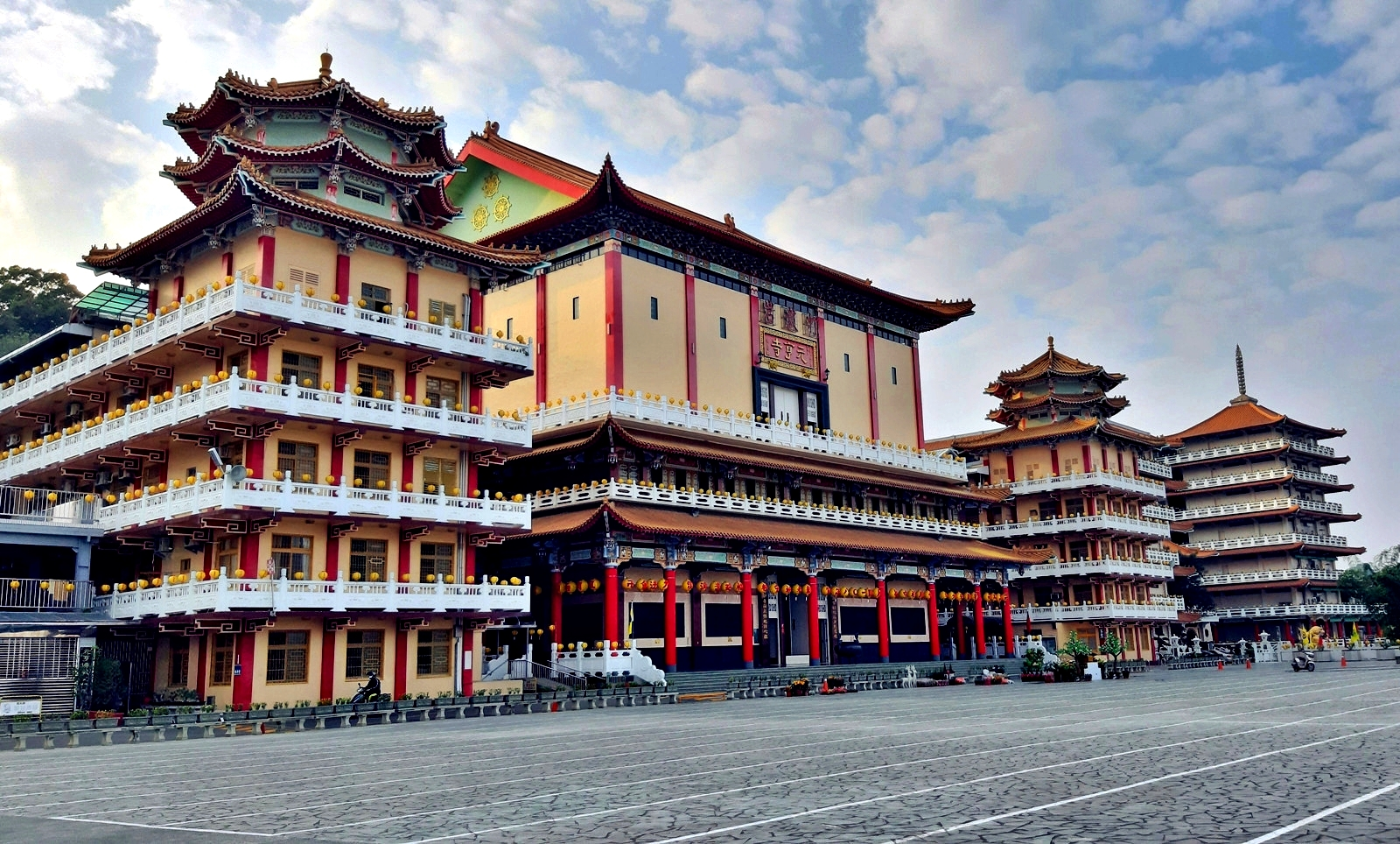
打鼓岩元亨寺
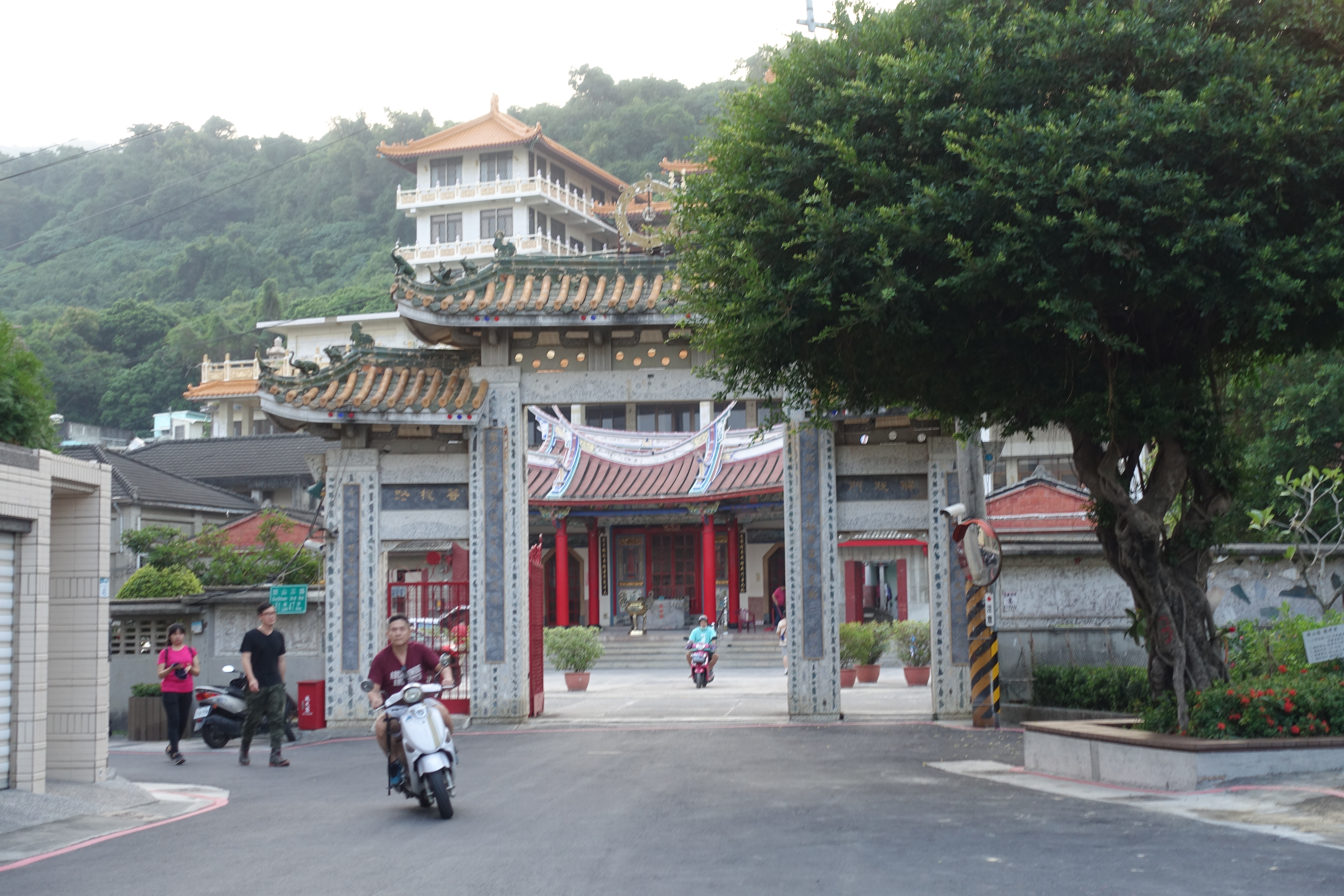
萬壽山龍泉寺
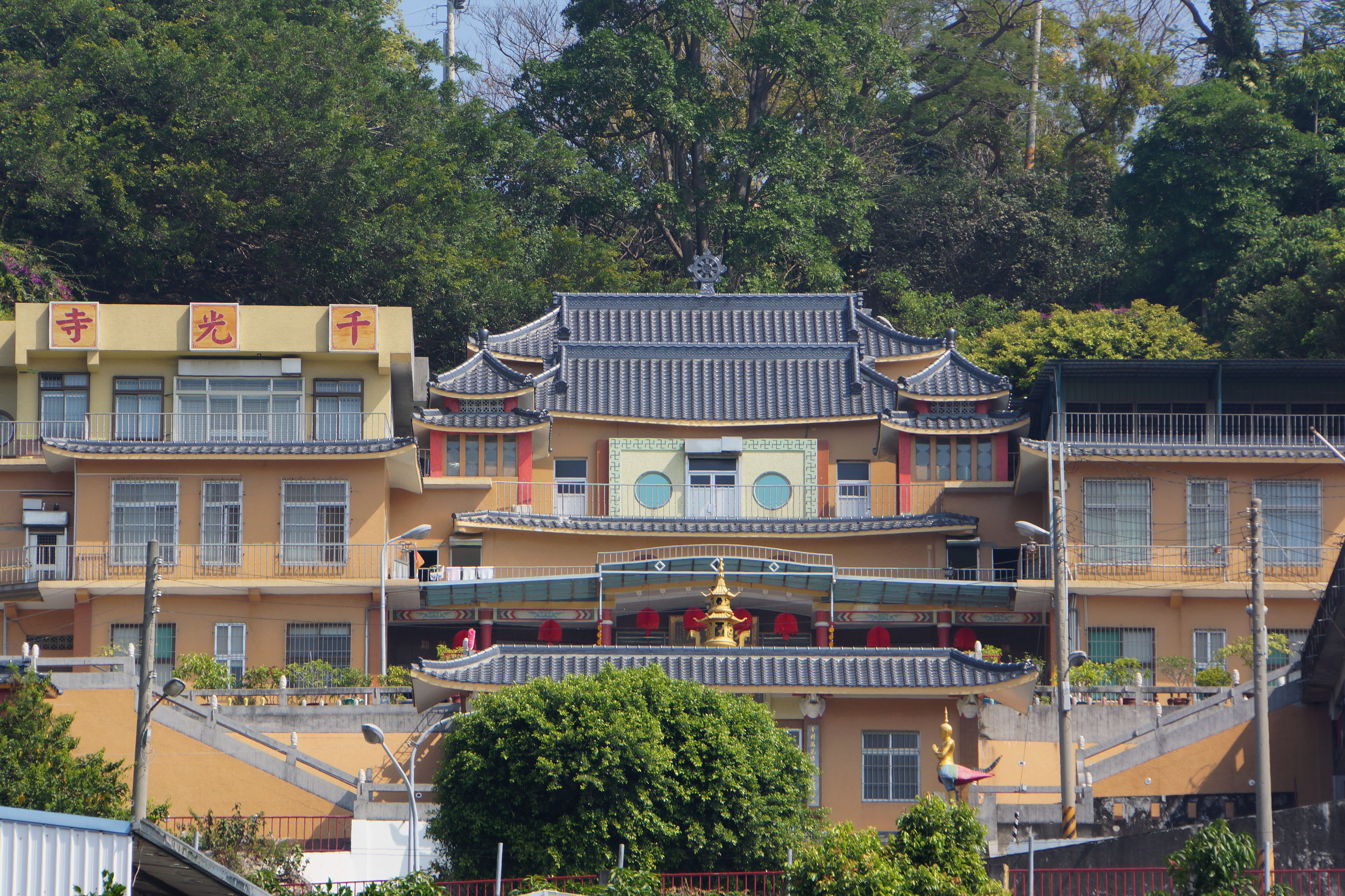
萬壽山千光寺
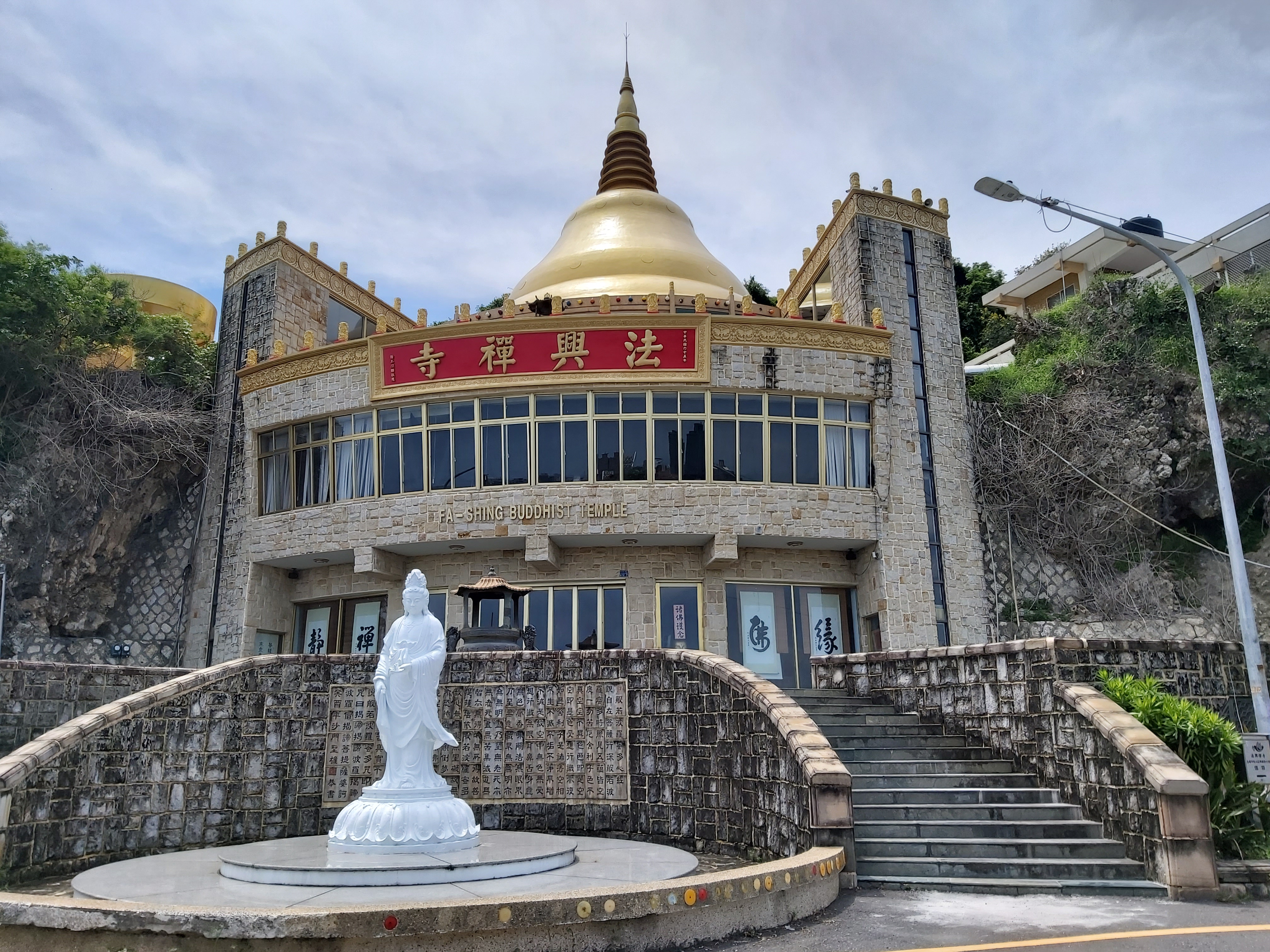
鼓山法興禪寺
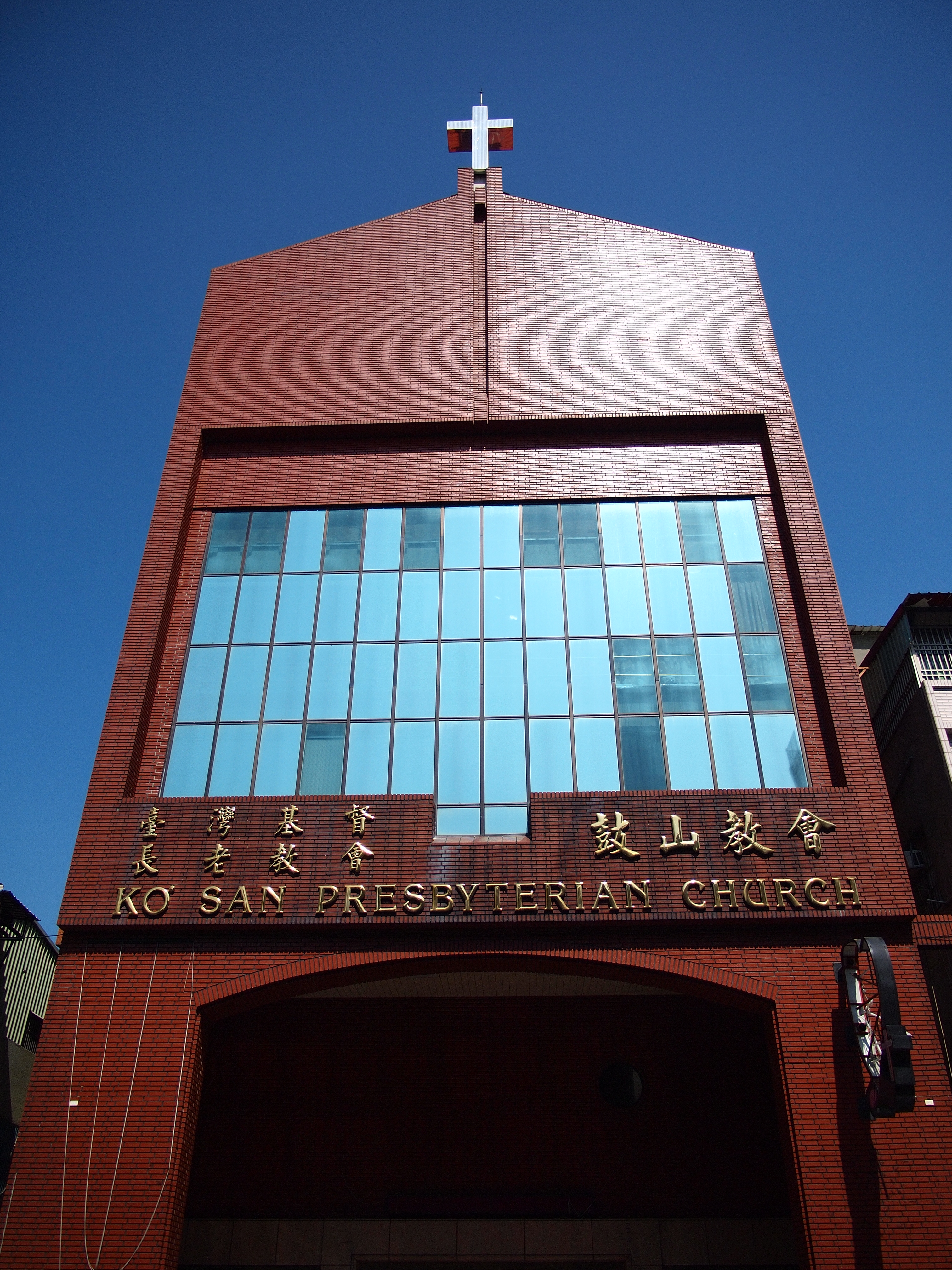
臺灣基督長老教會鼓山教會

## 教育

### 大專院校

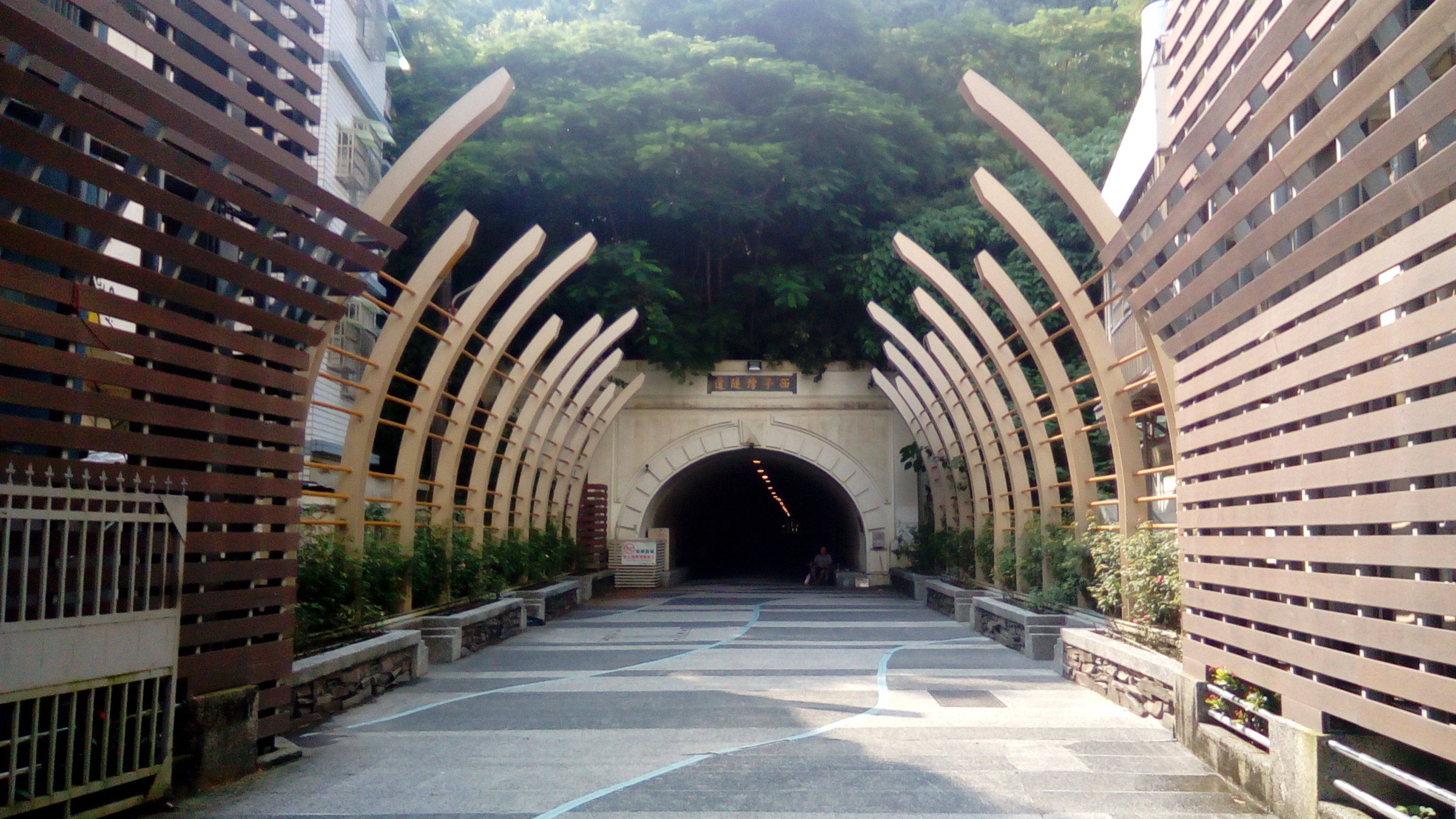
國立中山大學隧道口東端

- 國立中山大學

### 高級中等學校
- 高雄市立鼓山高級中學
- 高雄市私立中華藝術學校 （页面存档备份，存于）
- 高雄市私立大榮高級中學
- 高雄市私立明誠高級中學

### 國民中學
- 高雄市立明華國民中學
- 高雄市立壽山國民中學
- 高雄市立七賢國民中學
- 高雄市私立明誠高級中學國民中學部

### 國民小學
- 高雄市鼓山區鼓山國民小學
- 高雄市鼓山區九如國民小學
- 高雄市鼓山區鼓岩國民小學
- 高雄市鼓山區龍華國民小學
- 高雄市鼓山區中山國民小學
- 高雄市鼓山區內惟國民小學
- 高雄市鼓山區壽山國民小學
- 高雄市私立中華藝校附設雙語小學 （页面存档备份，存于）
- 高雄市私立明誠高級中學國民小學部

## 交通

### 鐵路
臺灣鐵路公司
- 縱貫線：內惟－美術館－鼓山

### 捷運
高雄捷運
- █ 紅線：R13凹子底
- █ 橘線：O1哈瑪星
- █ 環狀輕軌：C14哈瑪星－C15壽山公園－C16文武聖殿－C17鼓山區公所－C18鼓山－C19馬卡道－C20臺鐵美術館－C21A內惟藝術中心－C21美術館－C22聯合醫院－C23龍華國小－C24愛河之心

### 公路

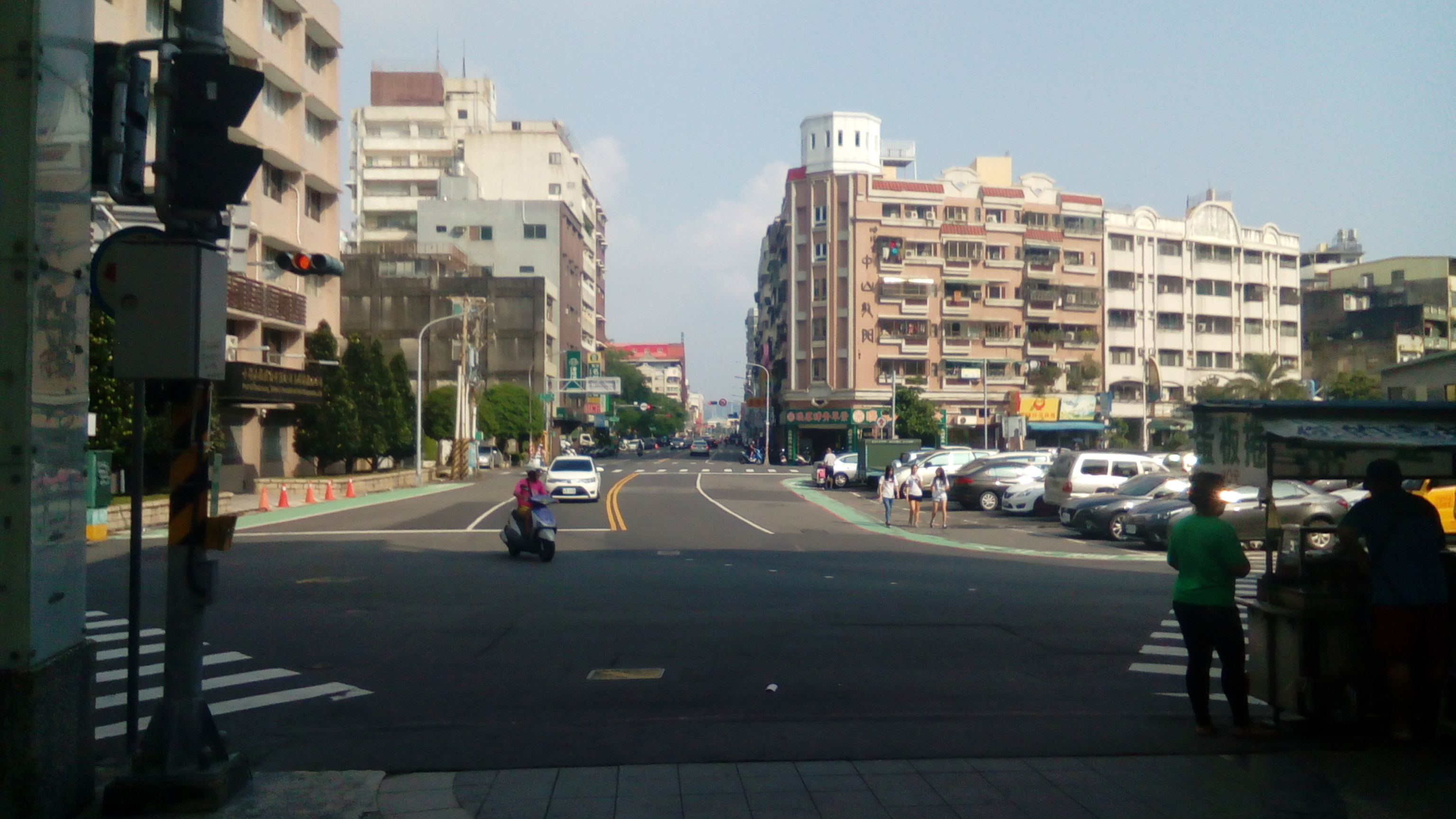
臨海二路

- 台17線：中華一路

### 主要道路

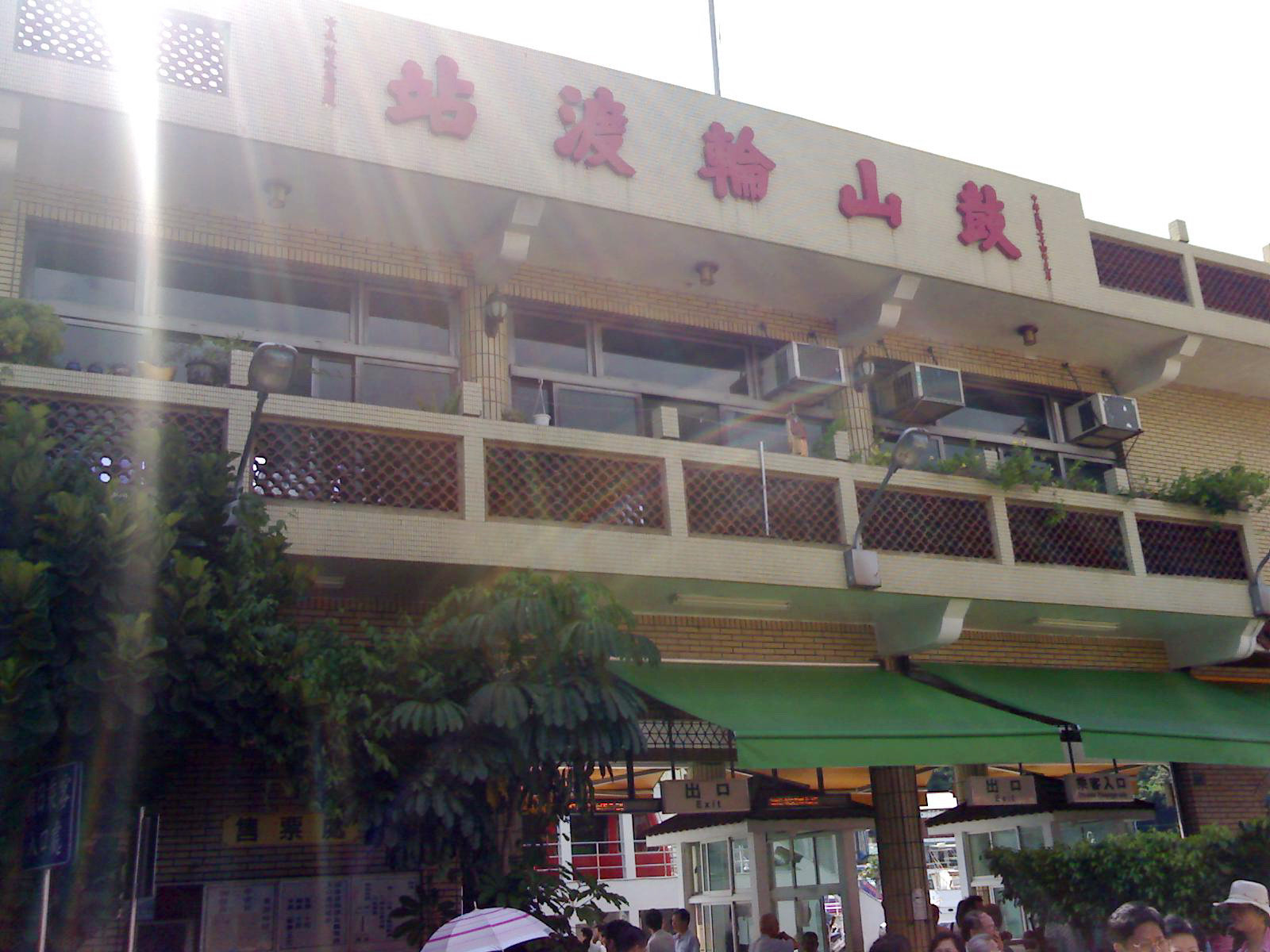
鼓山輪渡站舊貌

- 鼓山一路
- 鼓山二路
- 鼓山三路
- 九如四路
- 五福四路
- 博愛二路
- 明誠三路
- 明誠四路
- 中華一路
- 新疆路
- 翠華路
- 臨海一路
- 臨海二路
- 大順一路
- 河西一路
- 美術館路
- 美術東二路
- 馬卡道路
- 柴山大路
- 葆禎路
- 銘傳路
- 逢甲路
- 青海路
- 裕誠路
- 文信路
- 明華路
- 華榮路
- 龍德路

### 渡輪
- 鼓山－旗津渡輪

## 機構
- 臺灣港務股份有限公司高雄港務分公司
- 財政部關務署高雄關
- 臺灣高等法院高雄分院
- 哈瑪星旅運接駁中心
- 高雄預備火力發電所
- 凹子底立體停車場

## 旅遊
- 柴山
- 西子灣
- 哈瑪星
- 哨船頭
- 哨船頭公園
- 雄鎮北門
- 打狗英國領事館及官邸
- 舊打狗驛故事館
- 高雄港站北號誌樓
- 新濱町老街廓
- 高雄代天宮（舊高雄市役所）
- 高雄市忠烈祠 (原高雄神社)
- 高雄武德殿
- 高雄警察署（今永光行）
- 原愛國婦人會館
- 舊三和銀行
- 山形屋書店（今壹貳樓古蹟餐廳）
- 打狗水道淨水池
- 打狗外國墓園
- 登山街60巷歷史場域
- 四海之家歷史建築紀念公園
- 杉本音吉氏頌德紀念碑
- 金馬賓館當代美術館
- 西子灣蔣介石行館
- 西子灣隧道
- 哈瑪星臺灣鐵道館
- 公園路橋天空雲臺
- 壽山二二八和平公園
- 鼓山漁港（高雄港第一船渠）
- 高雄港港史館
- 駁二藝術特區
- 棧貳庫KW2
- 大港倉410
- 田町齋場
- 淺野水泥株式會社高雄工廠
- 龍井社區眷村
- 龍巖冽泉
- 內惟埤文化園區
- 內惟李氏古宅
- 內惟李氏祖厝
- 自強新村*好市多高雄大順店
- 鼓山阿彌陀佛碑
- 凹仔底森林公園
- 高雄市立美術館
- 壽山國家自然公園
- 高雄市壽山動物園
- 義享時尚廣場
- 富邦凹子底

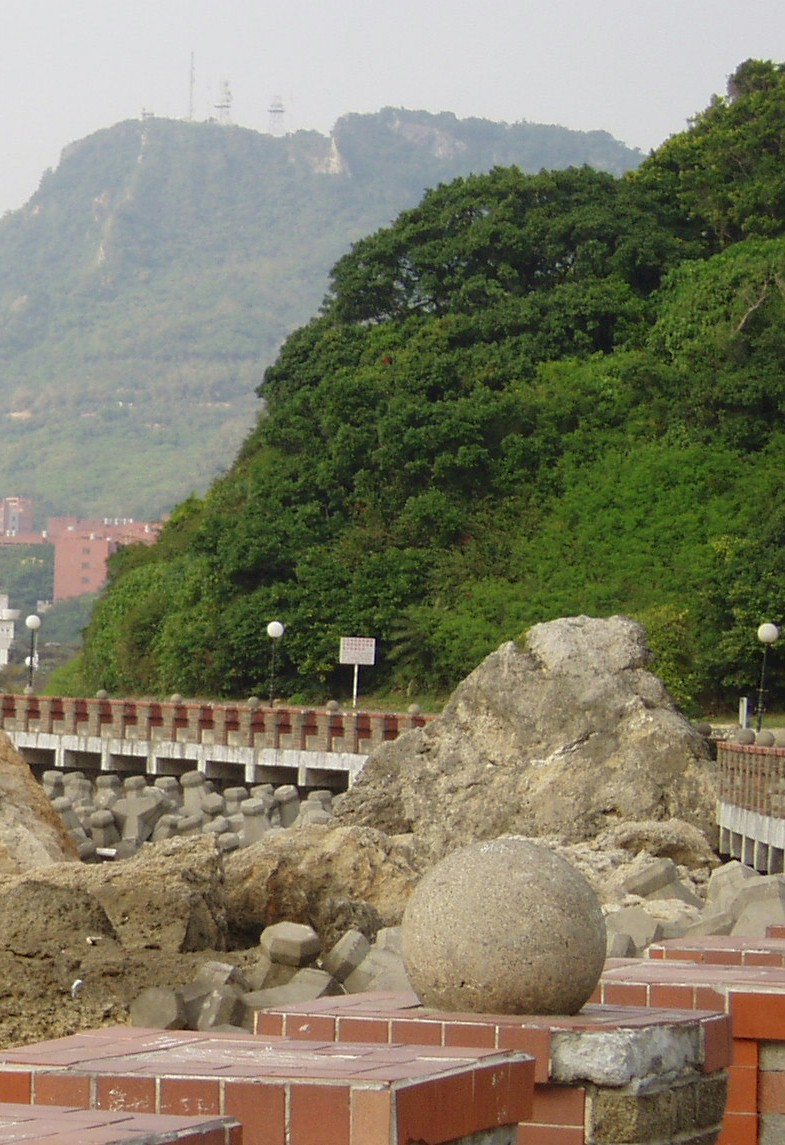
在國立中山大學校門望向柴山
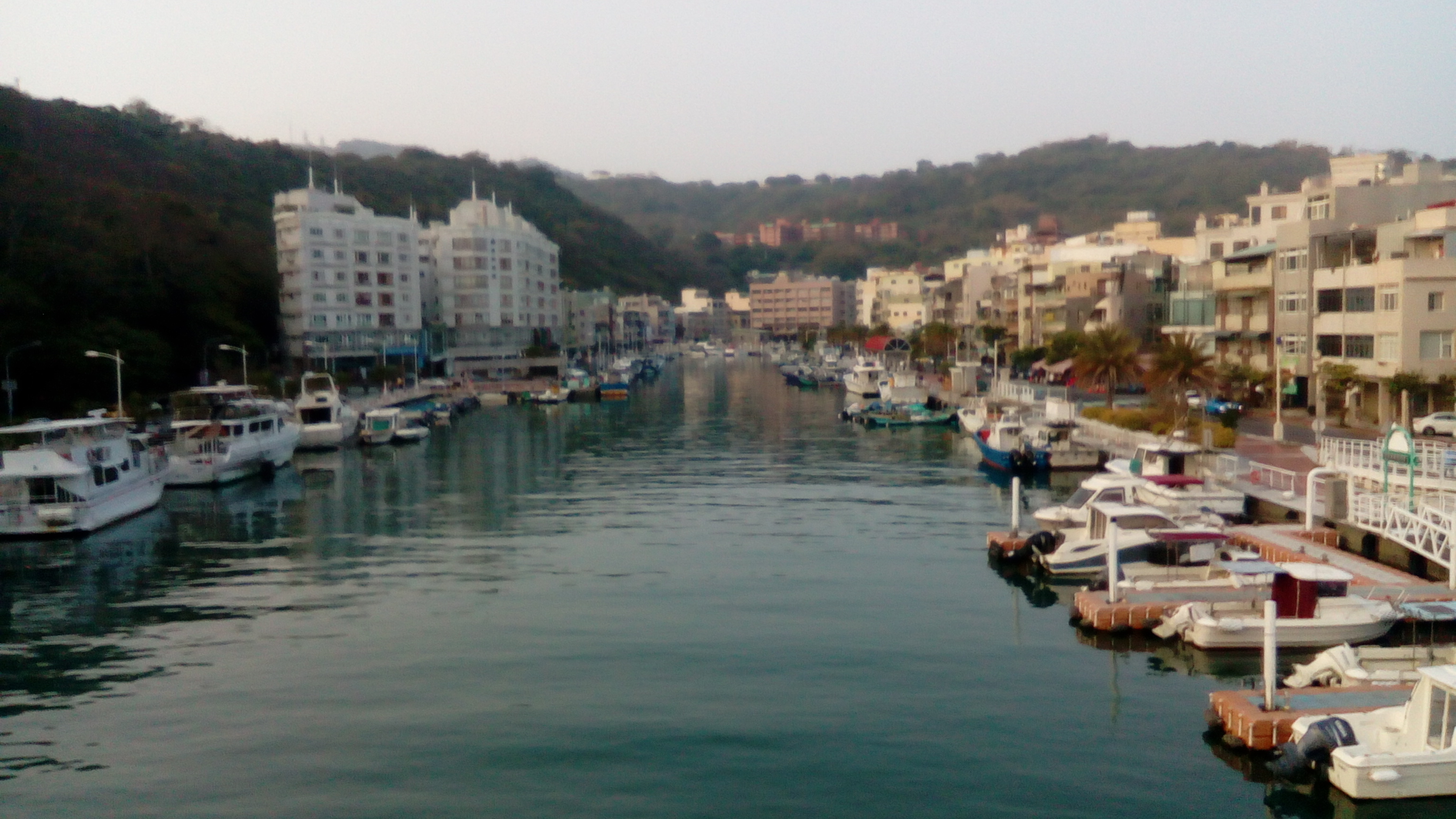
高雄港第一船渠
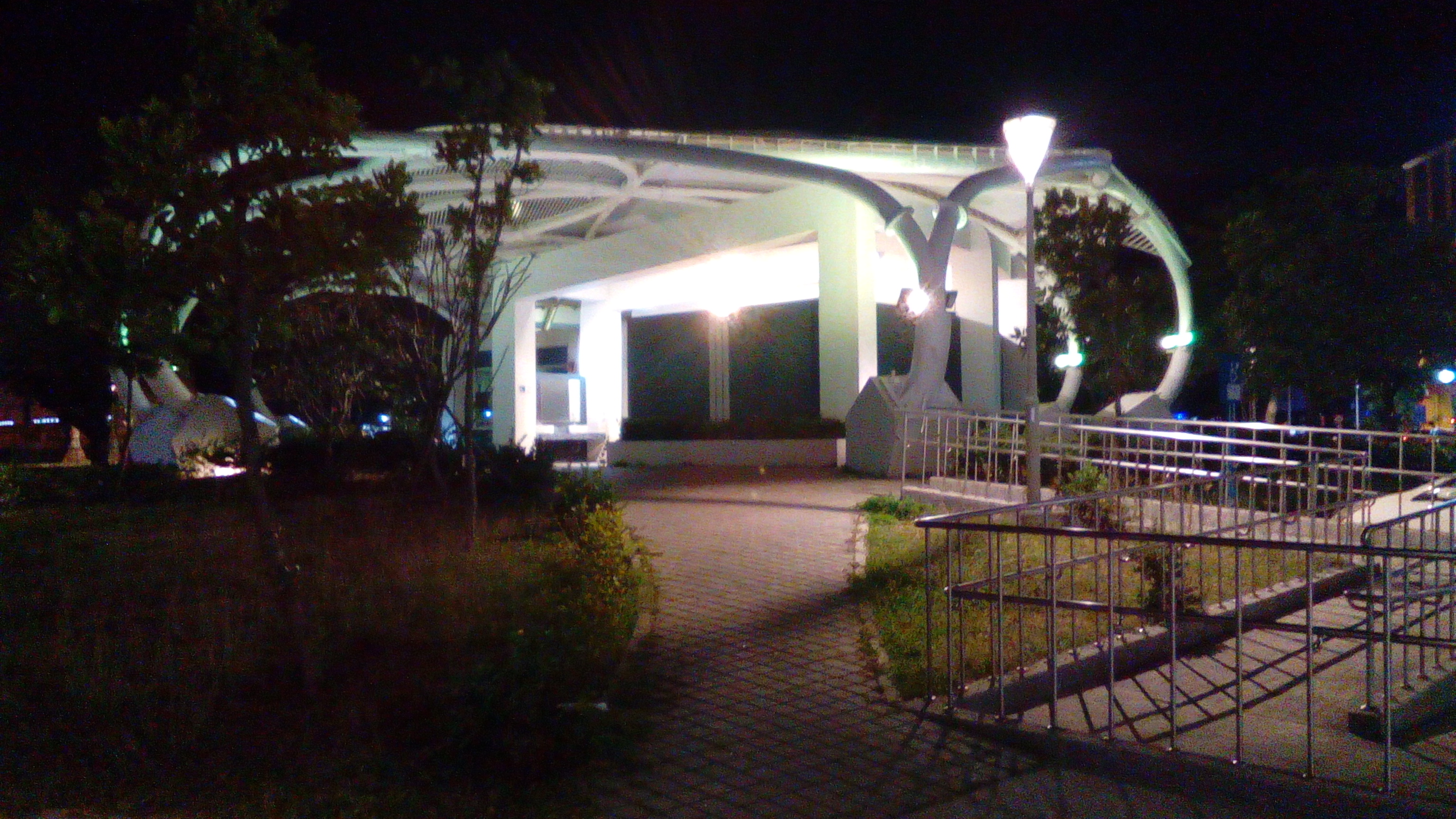
位於哨船頭公園內的西子灣遊客諮詢中心
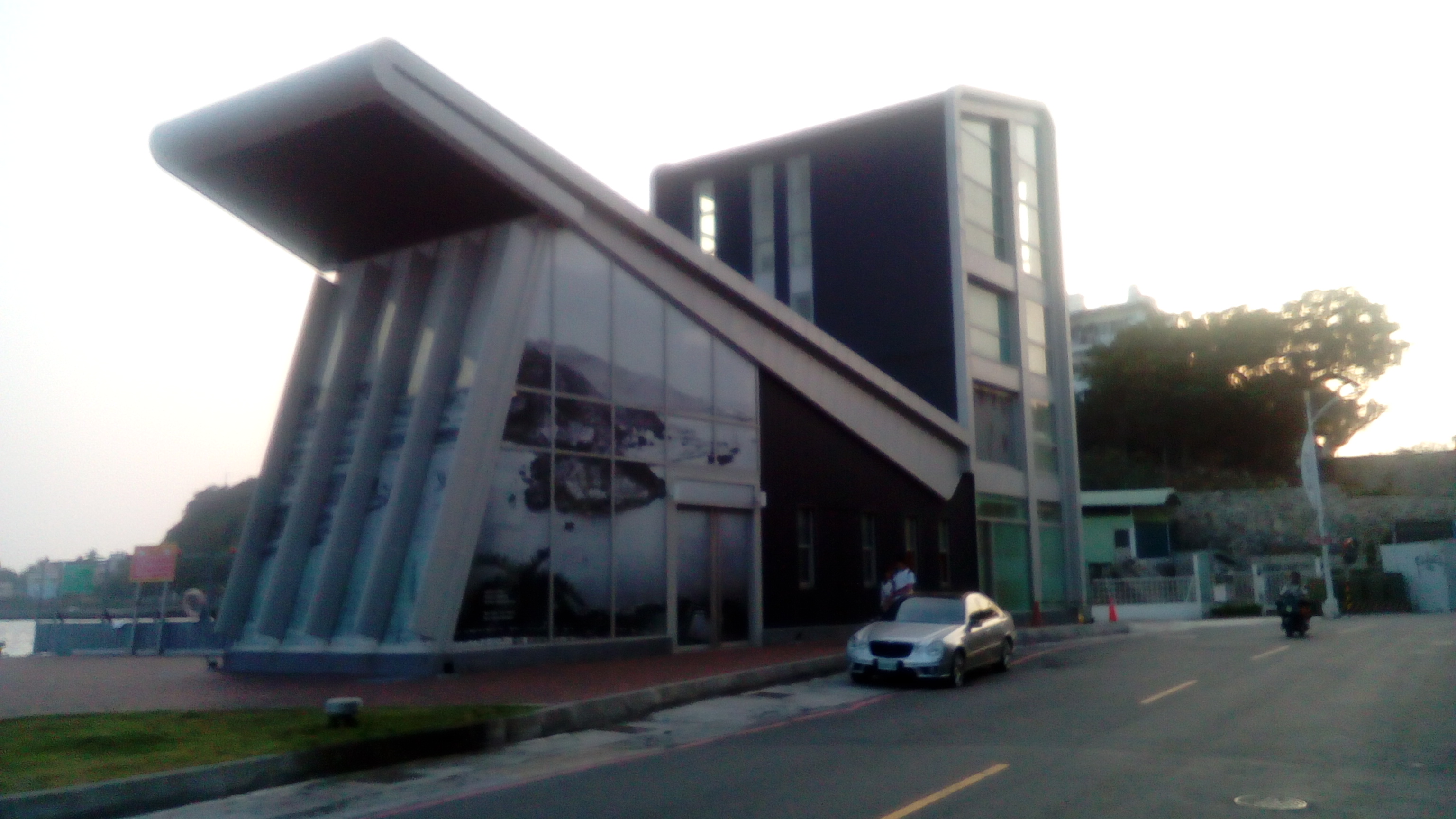
重生的高雄港一港口安檢所
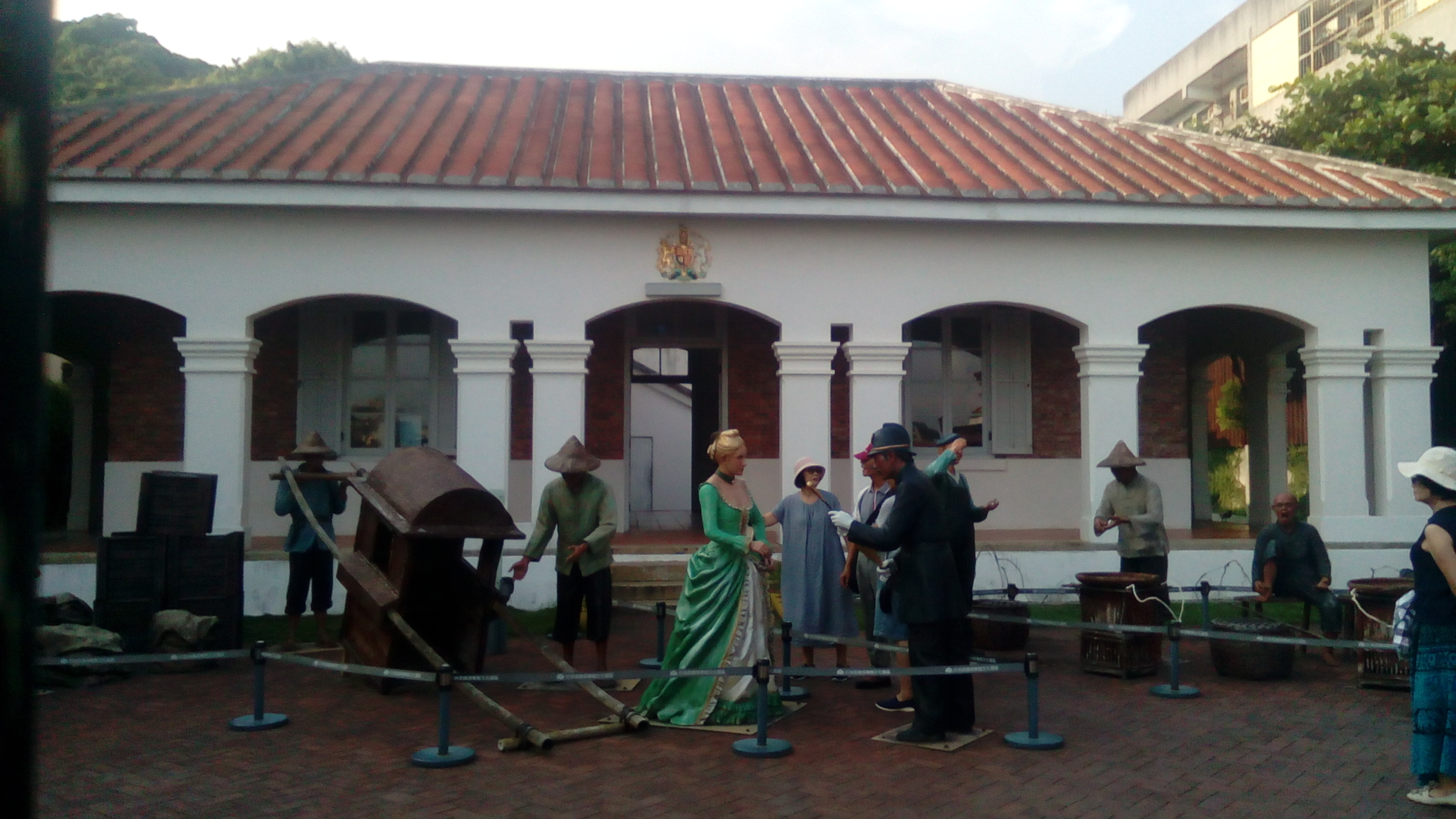
鼓山打狗英國領事館
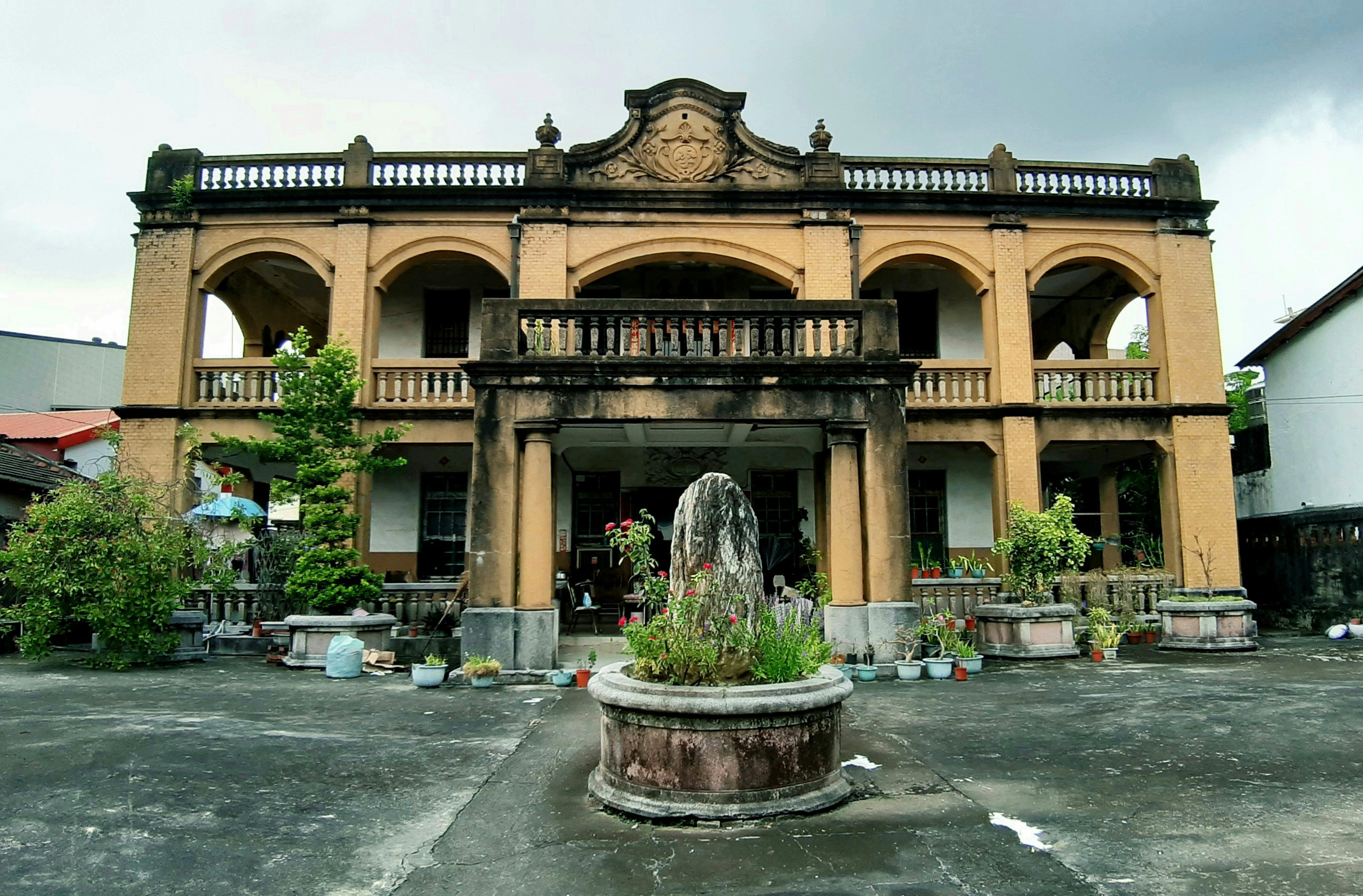
內惟李氏古宅
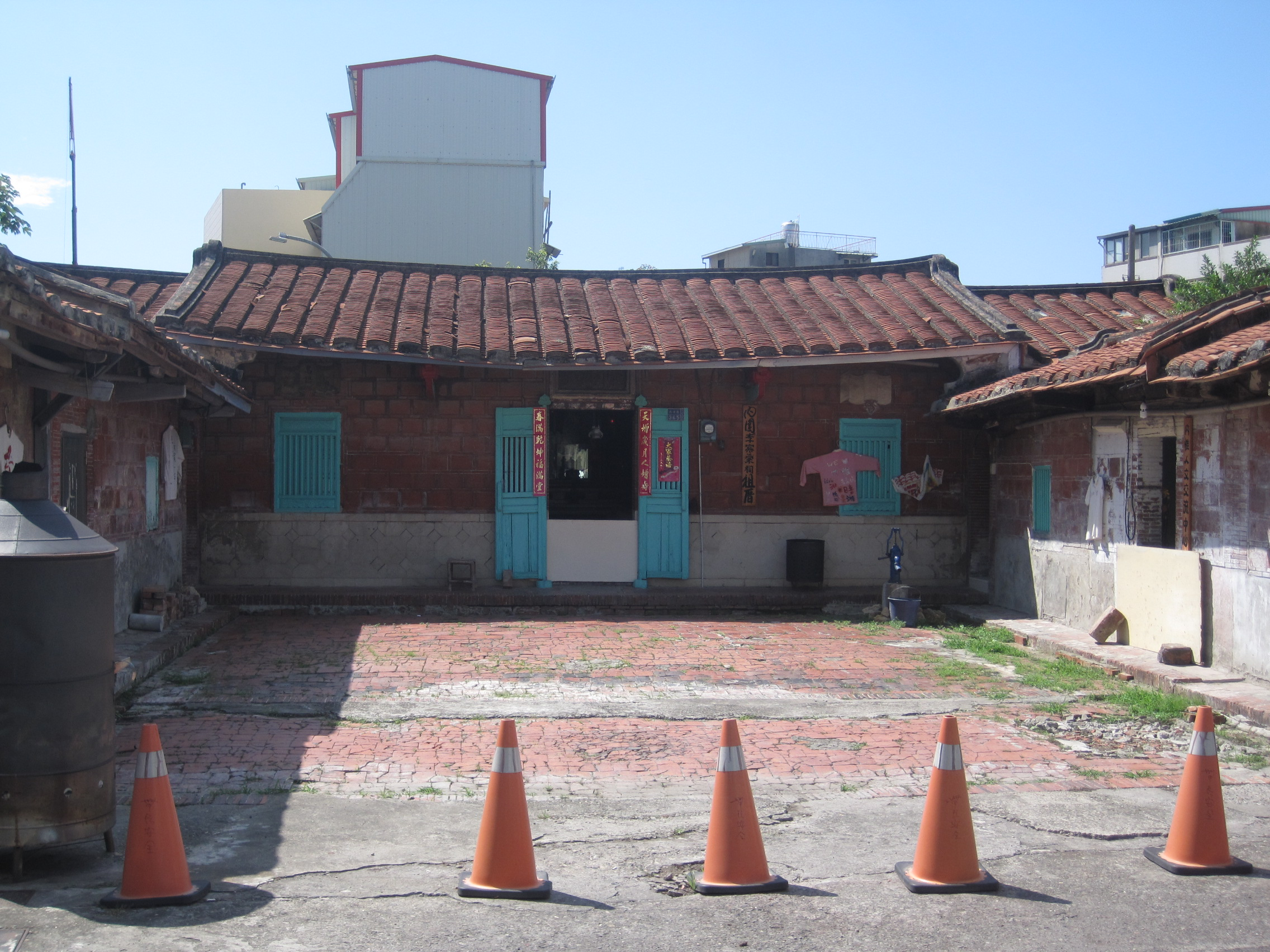
內惟李氏祖厝
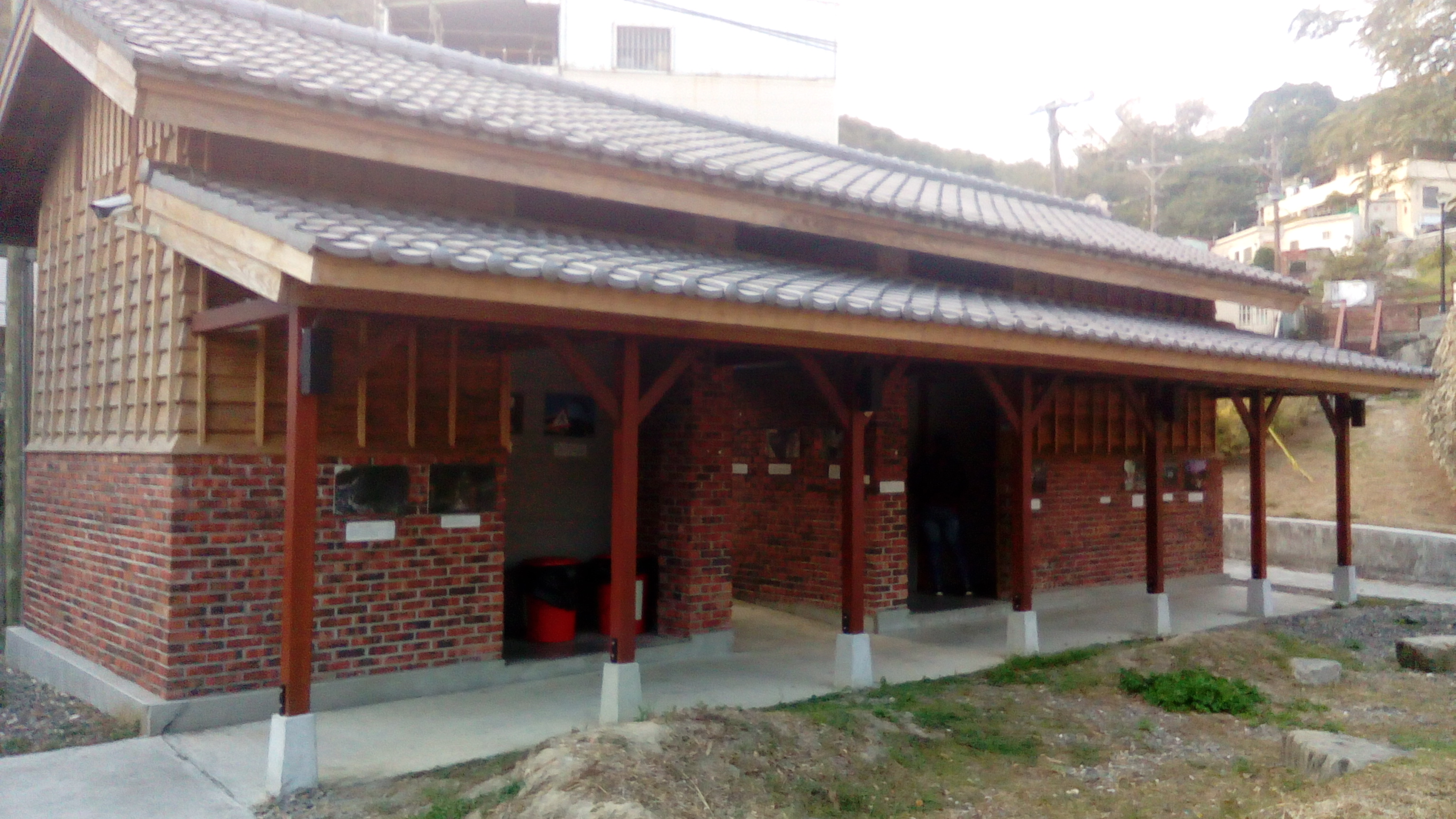
登山街60巷歷史場域
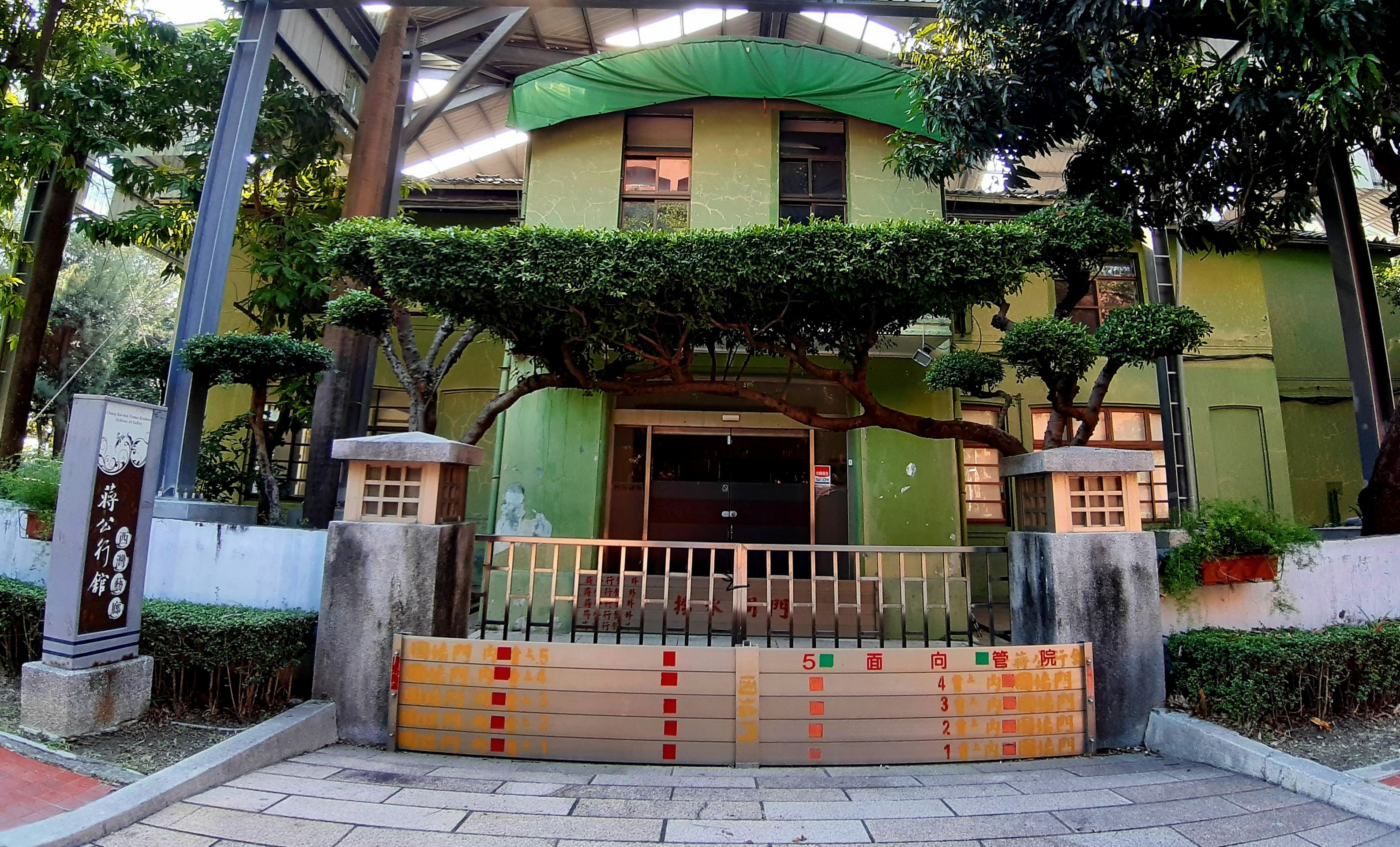
西子灣蔣介石行館
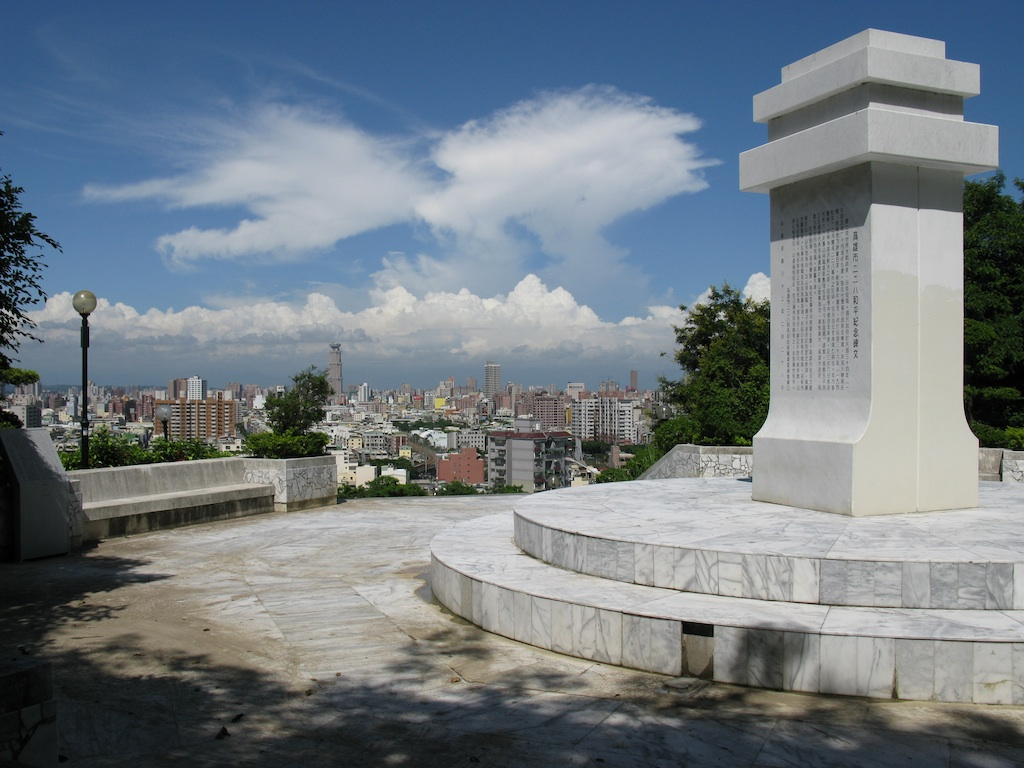
壽山二二八和平公園
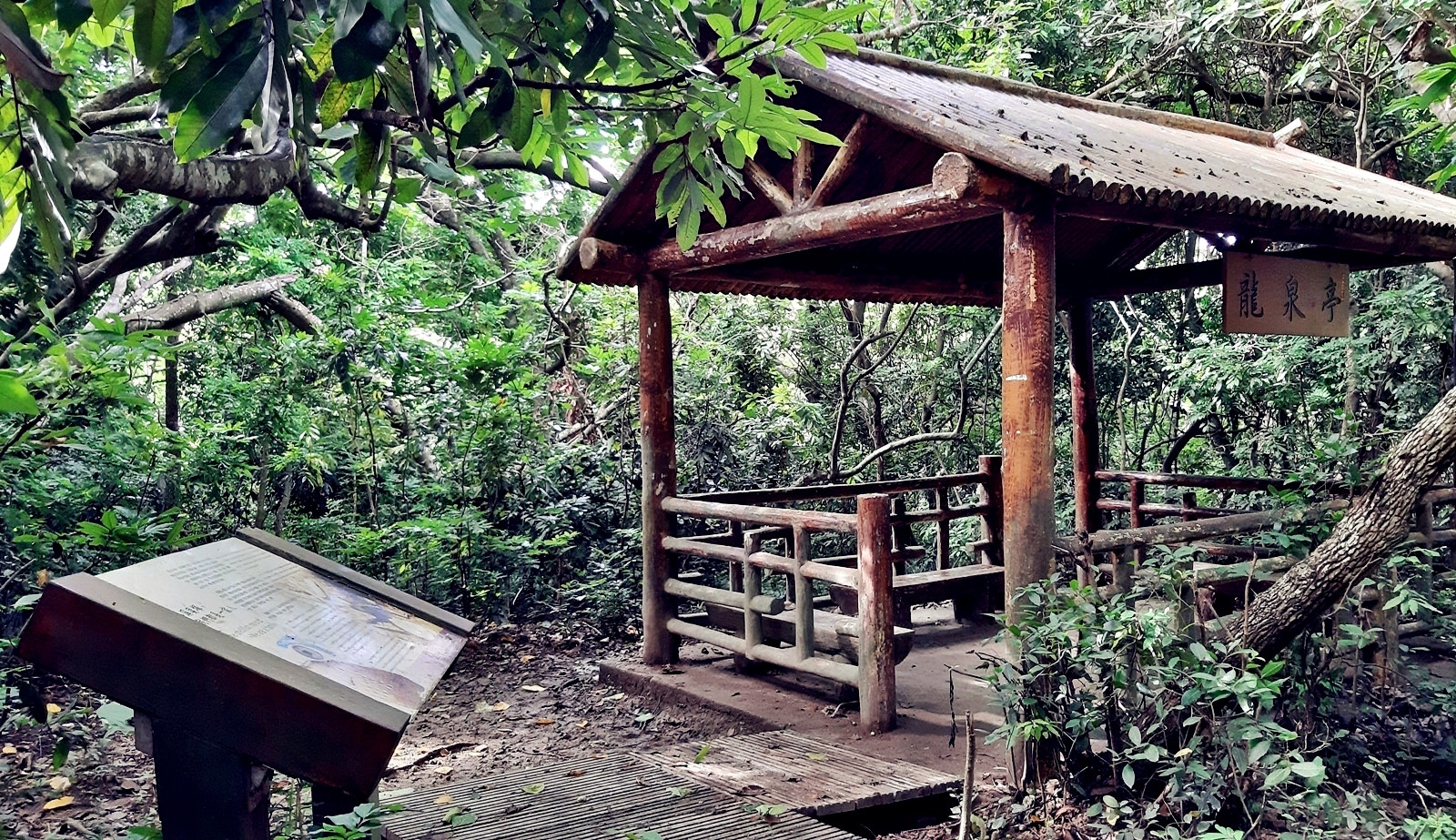
小溪貝塚考古遺址
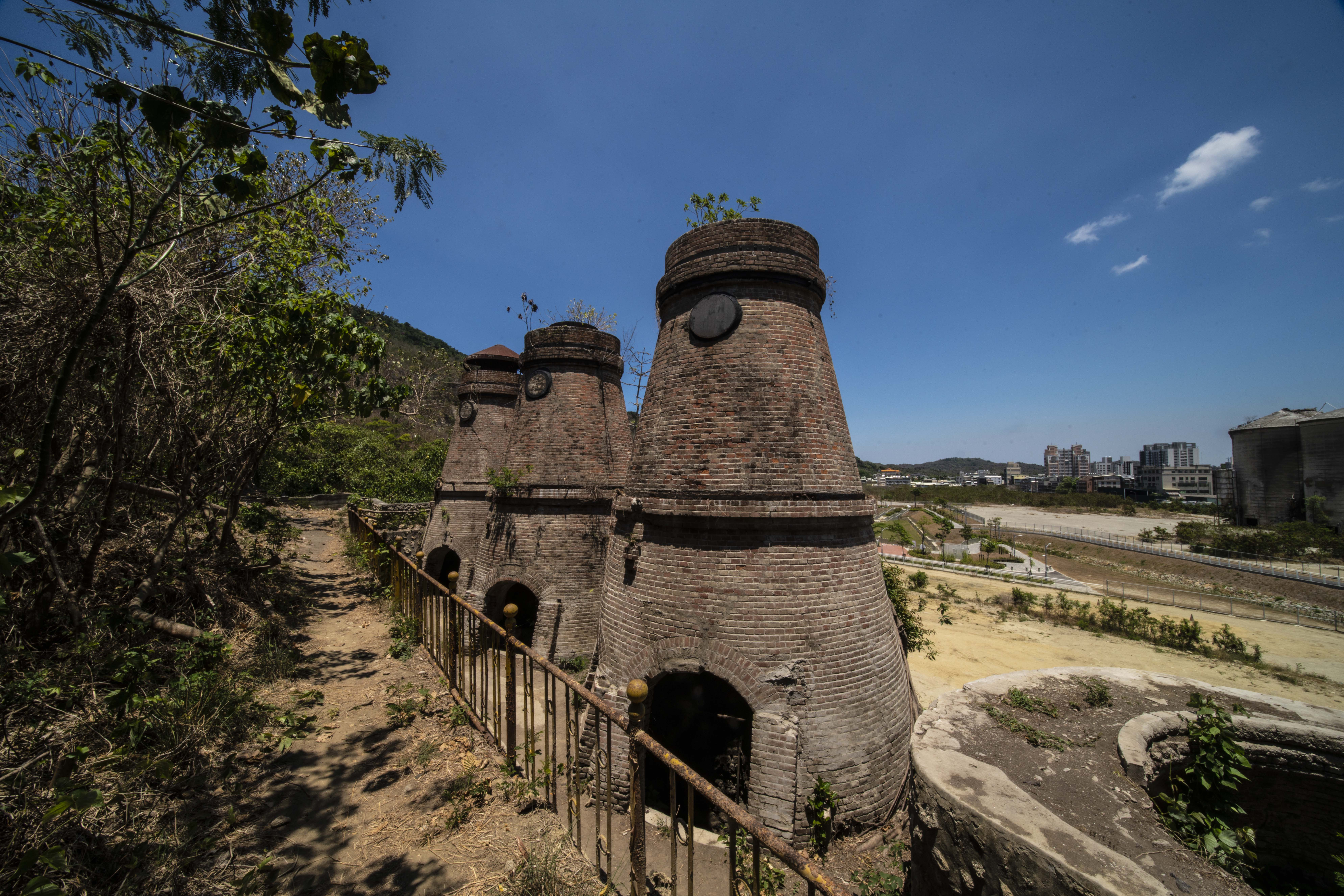
淺野水泥株式會社高雄工廠石灰窯
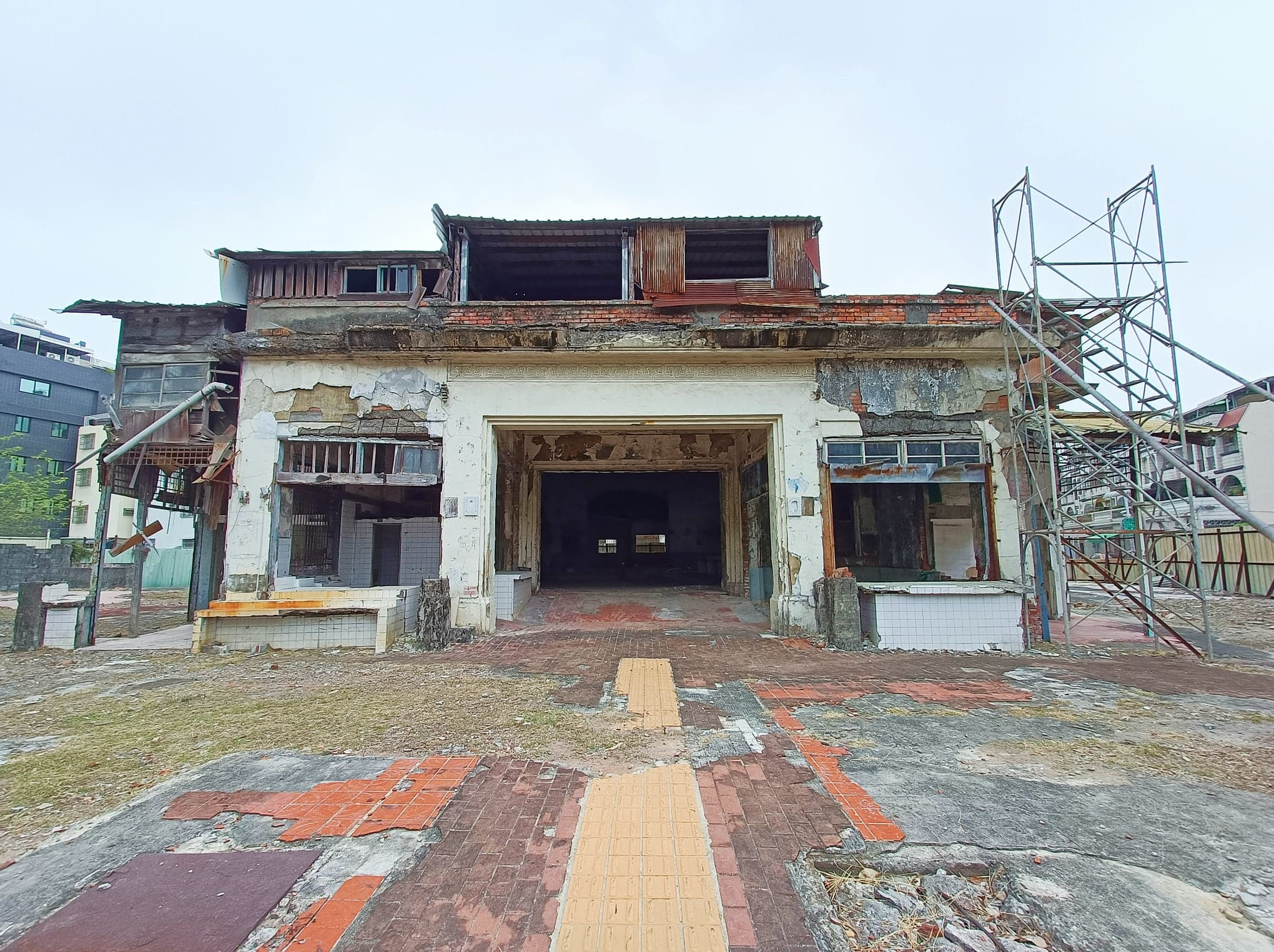
田町齋場
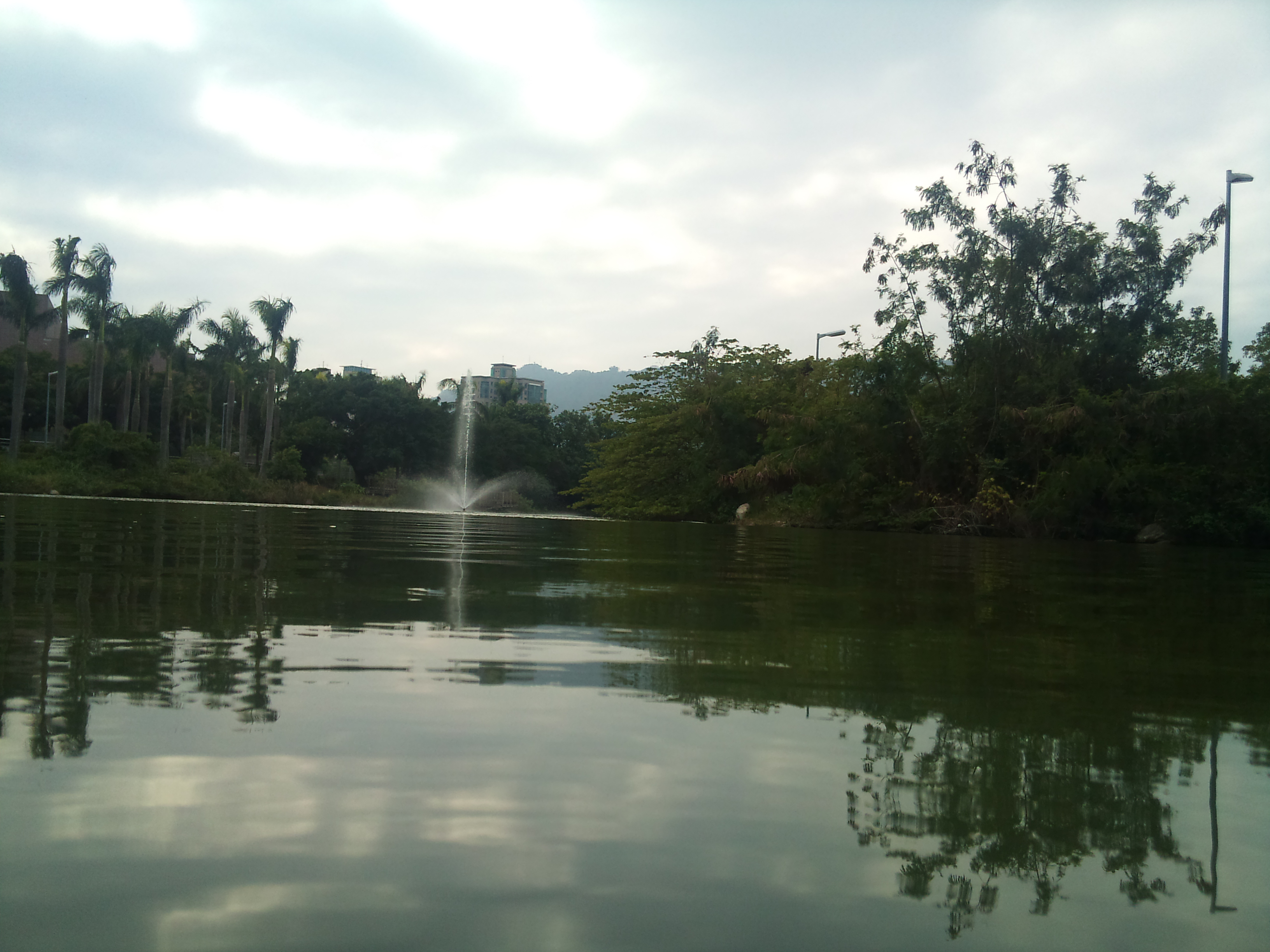
內惟埤文化園區
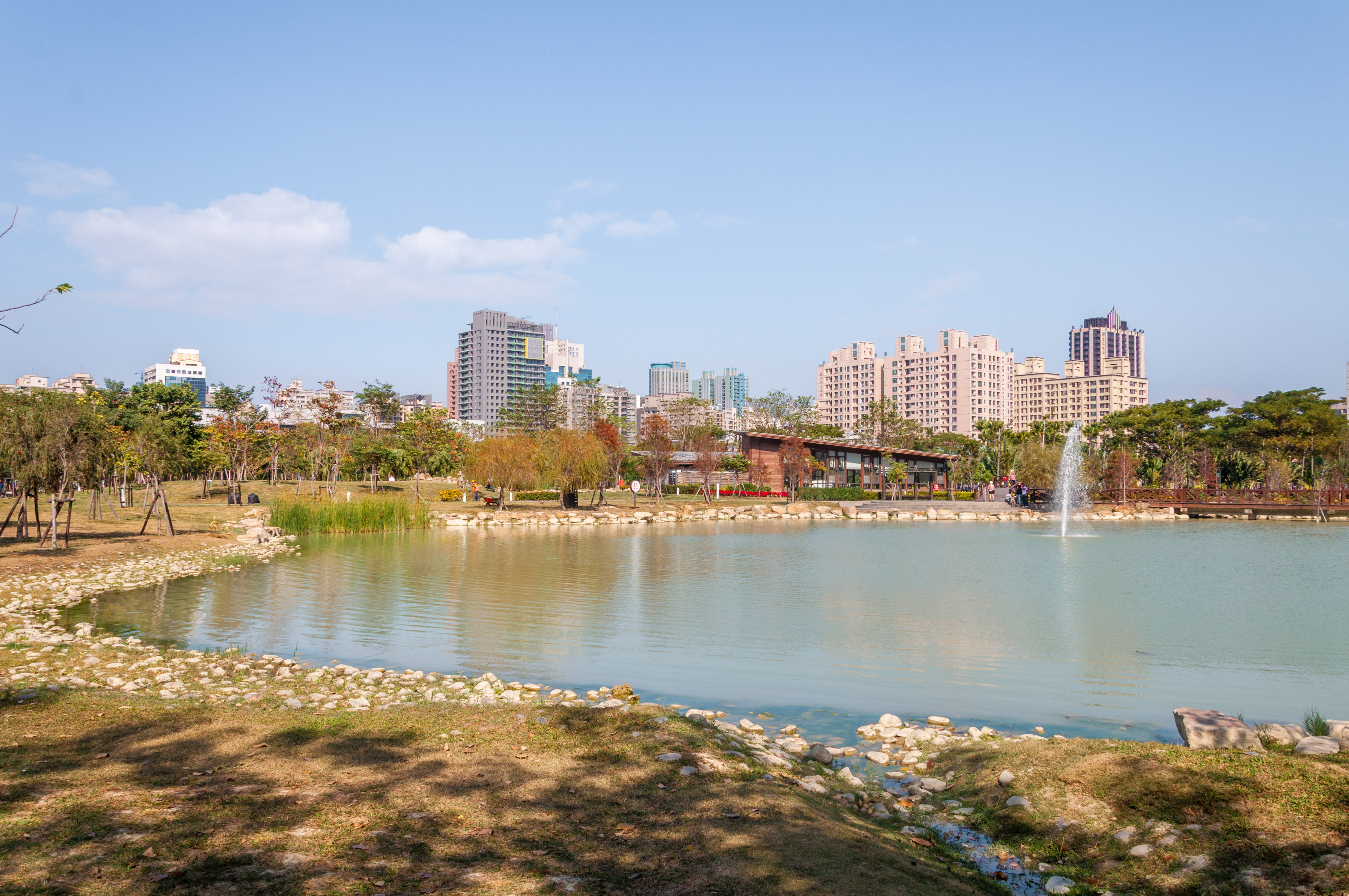
凹仔底森林公園
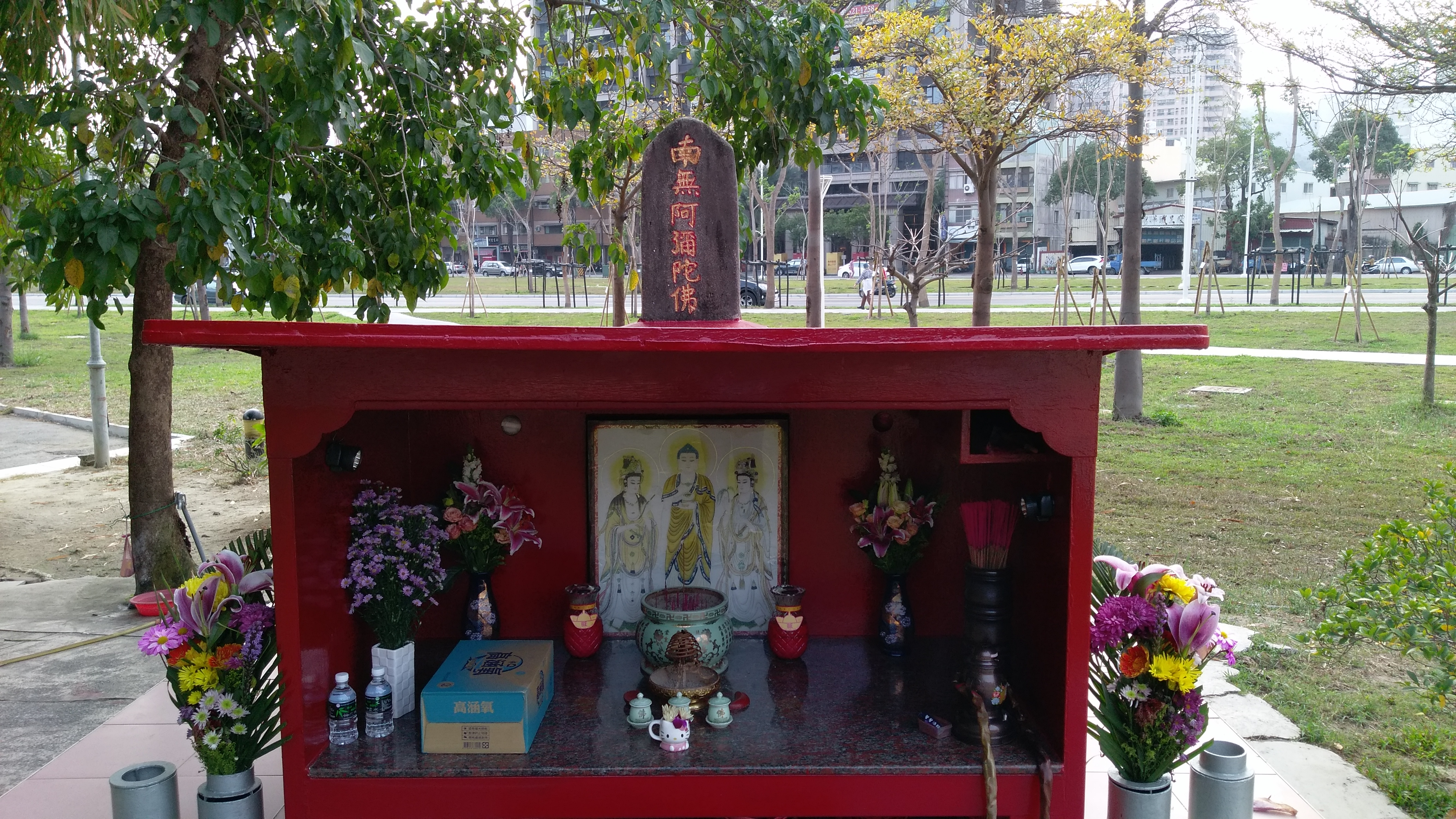
鼓山阿彌陀佛碑
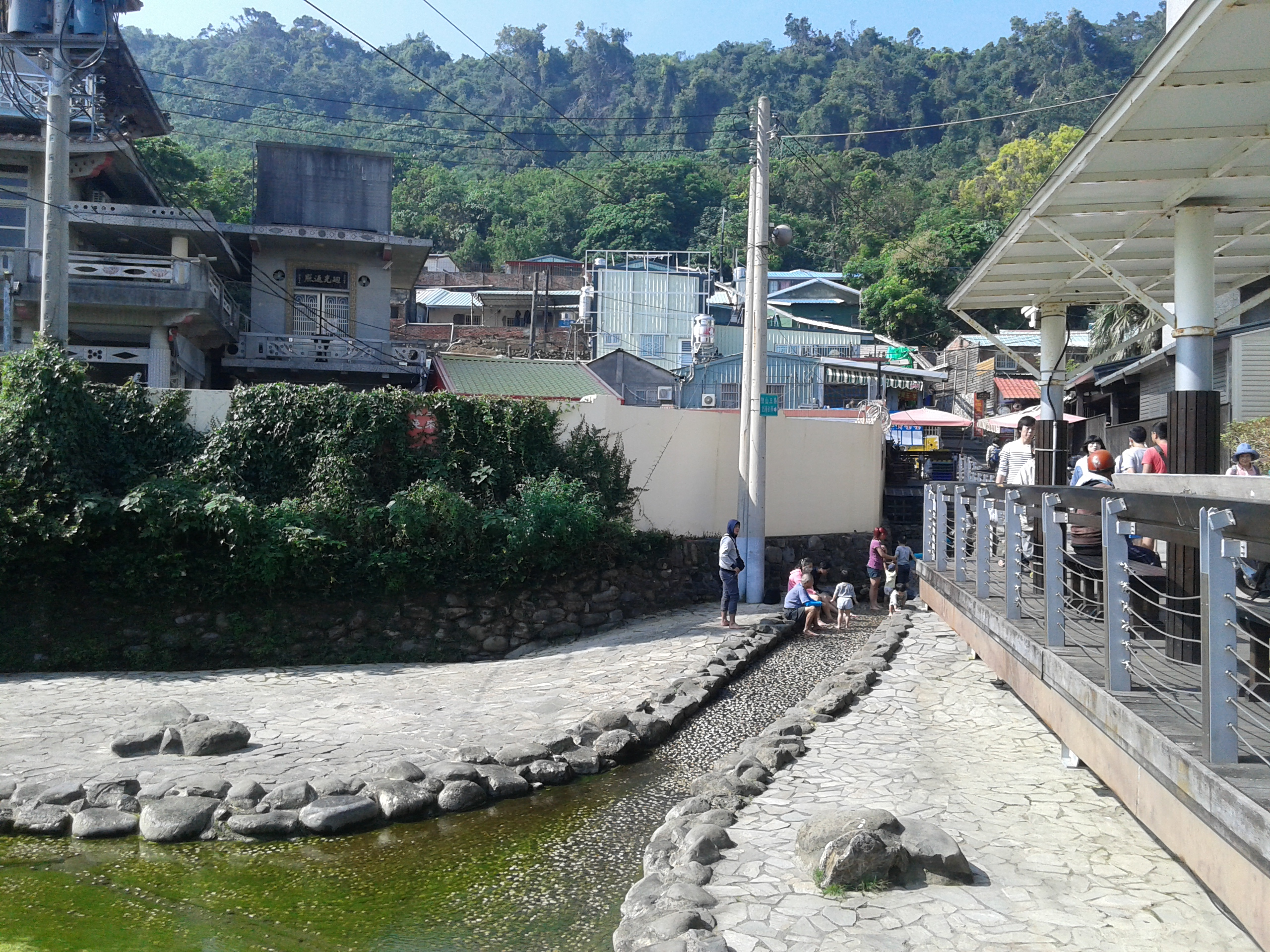
龍巖冽泉

## 外部連結
- 鼓山區公所（页面存档备份，存于）
- 高雄市立壽山動物園
- 高雄市鼓山區戶政事務所 （页面存档备份，存于）
- 高雄市旗鼓地區之文學地景書寫研究 （页面存档备份，存于）
- 高雄市鼓山區衛生所 （页面存档备份，存于）

Template:壽山景點